# Doberlug-Kirchhain

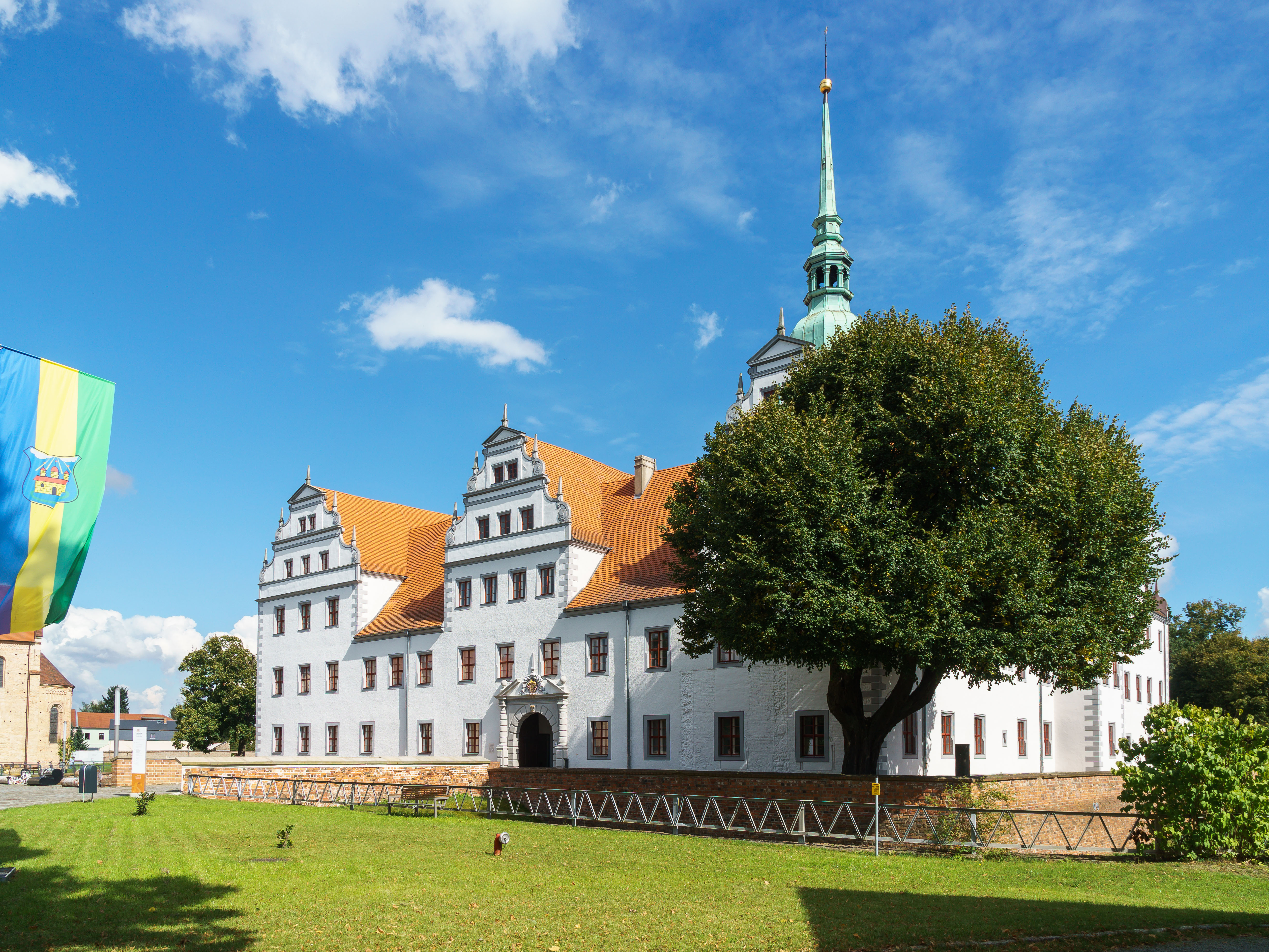
Schloss Doberlug, einst Residenz sächsischer Herzöge, heute Kulturzentrum der Stadt

Doberlug-Kirchhain (niedersorbisch Dobrjoług-Góstkow) ist eine Doppelstadt im Süden von Brandenburg im Landkreis Elbe-Elster. Sie entstand 1950 durch die Zusammenlegung der benachbarten Kleinstädte Doberlug (bis 1937 Dobrilugk) und Kirchhain. Das Zisterzienserkloster Dobrilugk und die Weißgerberei brachten Wohlstand und Bedeutung. Das heutige Schloss Doberlug an der Kleinen Elster ist das Kultur- und Ausstellungszentrum der Stadt. Die Stadt führt den Namenszusatz Kloster- und Gerberstadt.
Durch die Existenz zweier Ortskerne ergeben sich typische Merkmale einer Zwillingsstadt: So gibt es zwei Freiwillige Feuerwehren, zwei Schützengilden, zwei Kantoreien und Vereine für jeden Stadtkern. Die Entfernung zwischen ihnen beträgt etwa zweieinhalb Kilometer.

## Geografie

### Lage

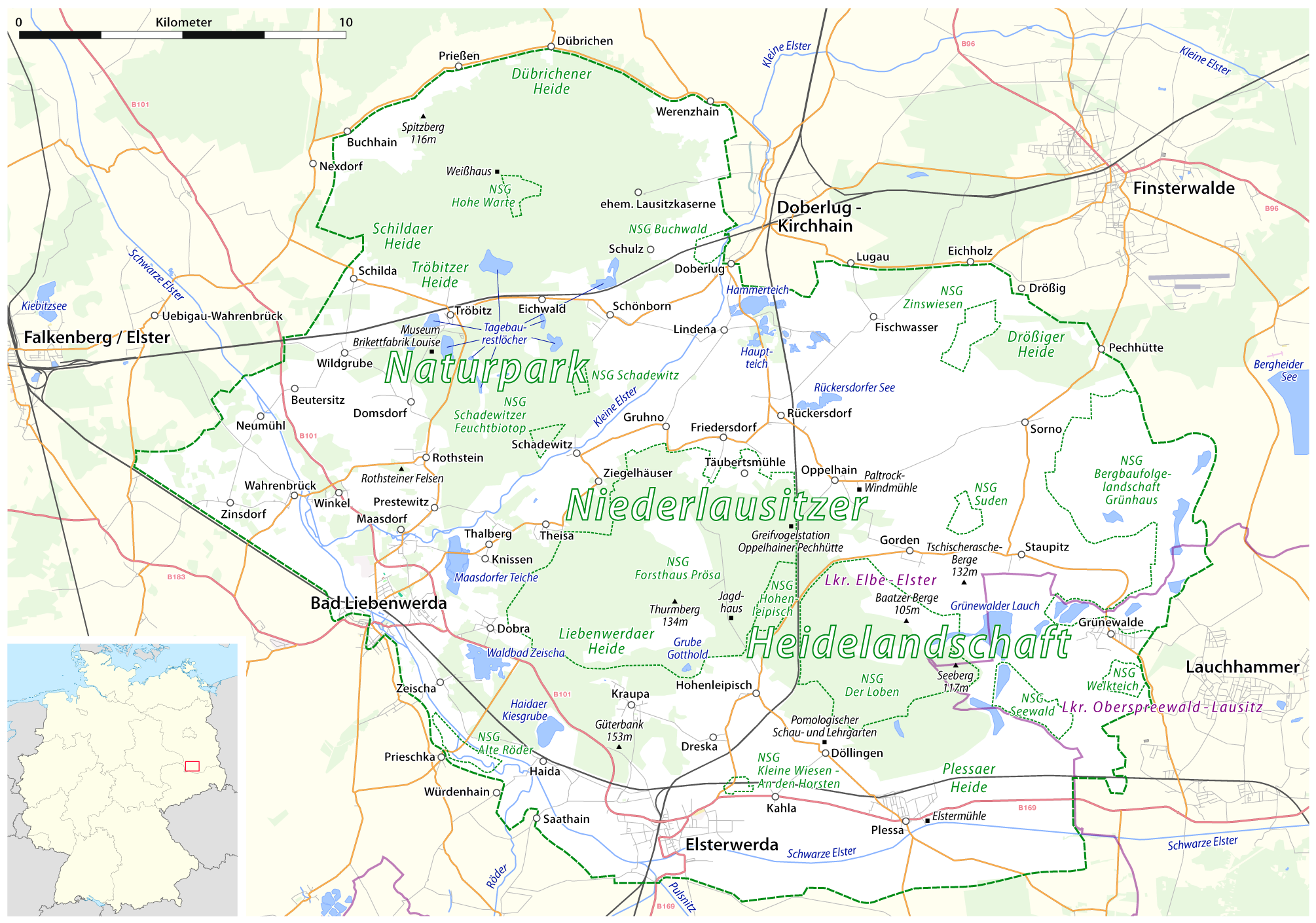
Doberlug-Kirchhain am Naturpark Niederlausitzer Heidelandschaft

Doberlug-Kirchhain liegt zentral im Landkreis Elbe-Elster unmittelbar nördlich am 484 km² umfassenden Naturpark Niederlausitzer Heidelandschaft. Die Kleine Elster, ein Nebenfluss der Schwarzen Elster, durchquert das Stadtgebiet von Nordosten nach Südwesten und fließt in den angrenzenden Naturpark. Berlin (112 km), Dresden (78 km), Leipzig (99 km) und Cottbus (63 km) sind per Bahnverbindung direkt zu erreichen.
Charakteristisch für das Stadtgebiet sind der verhältnismäßig hohe Anteil von Grün-, Feld- und Waldflächen, u. a. der Doberluger Forst, sowie die durch Kiesgewinnung entstandenen Baggerseen bei Hennersdorf und das Naherholungsgebiet Bad Erna. Seit den letzten Eingemeindungen ist das Gemeindegebiet 148,95 km² groß, die Ost-West-Ausdehnung beträgt etwa 16 km.
Doberlug-Kirchhain liegt am Rand des Südlichen Landrückens, einer Altmoränenhochfläche, die durch das Lausitzer Urstromtal der Schwarzen Elster begrenzt wird. Das Stadtgebiet ist leicht hügelig, der Spitzberg mit 116 m ist die höchste Erhebung. Von Nordwest nach Osten erstrecken sich die Prießener Mulde, der Dübrichener Sattel und die Werenzhainer Mulde mit einer Länge von 13 km. Daran schließt sich der Kirchhainer Sattel an, der von der Kleinen Elster durchflossen wird. Als südlichster Teil grenzt die Hennersdorfer Mulde an Finsterwalder Gebiet. Die Gesteinsschichten sind in die Werenzhainer Formation eingeteilt, hauptsächlich bestehend aus Konglomeraten, der Kirchhainer Formation mit Tonschiefer und Kohleflözen und der Doberluger Formation aus Lyditgrauwacke.
Am nordwestlichen Stadtrand befindet sich eine Anthrazitkohle-Lagerstätte. Die Lagerung der Schichtfolge ist flach. Sie wird von meist flach erzgebirgisch streichenden Störungen durchzogen, die oft bis in das Deckgebirge reichen und in der Umgebung für eine hydrologisch komplizierte Situation mit verantwortlich sind. Die Lagerstätte enthält 19 Flöze.

### Nachbargemeinden
Im Norden, folgend im Uhrzeigersinn, befinden sich die Nachbargemeinden: Fichtwald, Stadt Sonnewalde, Sängerstadt Finsterwalde, Gemeinden Heideland, Rückersdorf, Schönborn, Tröbitz und Schilda und die Städte Uebigau-Wahrenbrück und Schlieben.

## Stadtgliederung

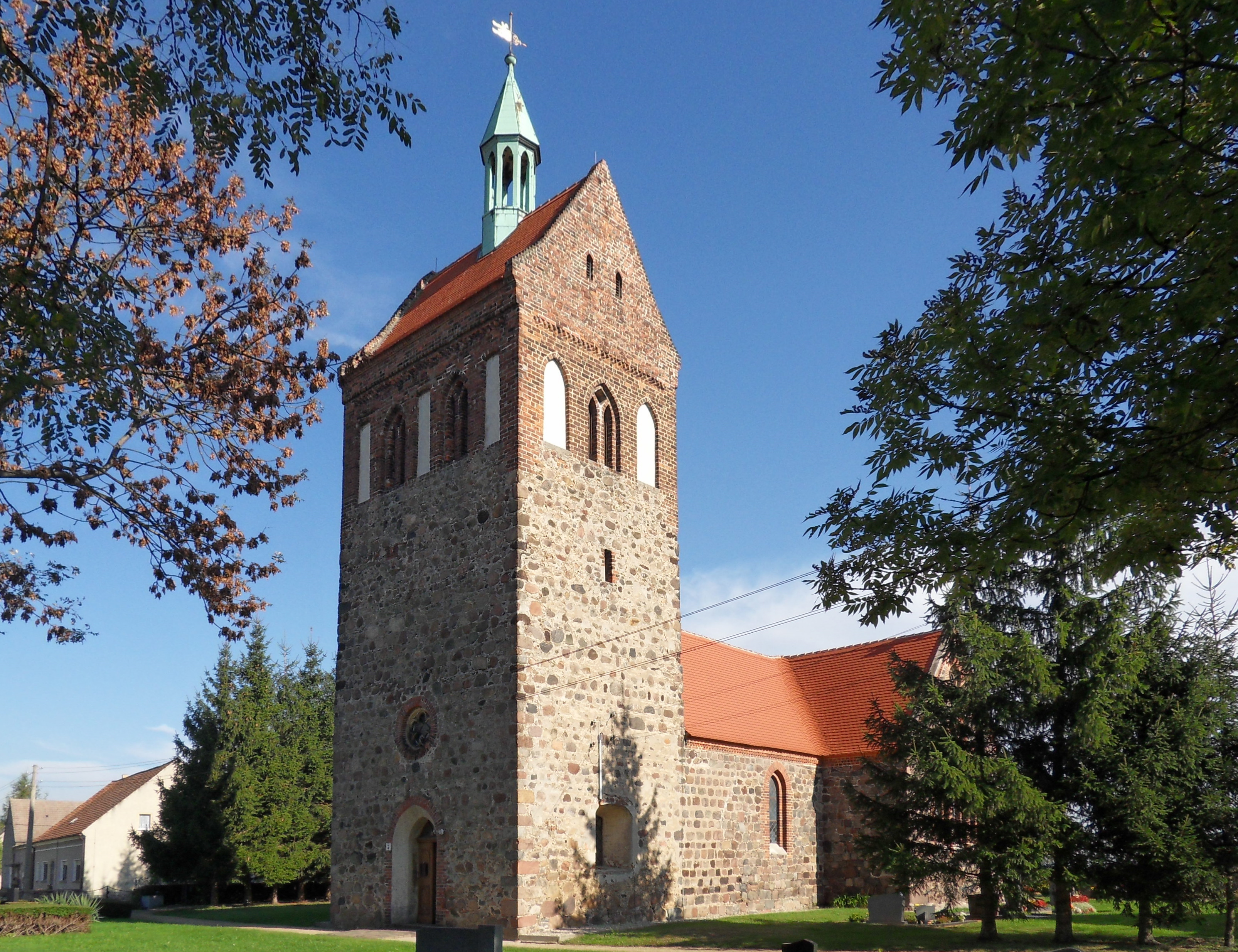
Kirche in Arenzhain

Die Stadt besteht neben den bewohnten Gemeindeteilen Doberlug und Kirchhain aus folgenden Ortsteilen mit den zugehörigen Wohnplätzen:
- Arenzhain
- Buchhain mit dem Wohnplatz Waldfrieden
- Dübrichen
- Frankena
- Hennersdorf mit dem Wohnplatz Ziegelei
- Lichtena
- Lugau
- Nexdorf
- Prießen mit dem Wohnplätzen Bärfang und Trift
- Trebbus
- Werenzhain mit dem Wohnplatz Winkelgut

Zum ortsteilfreien Kerngebiet Doberlug-Kirchhain gehören außerdem die Wohnplätze Buschmühle, Forsthaus Waldmühle, Forsthaus Weißhaus, Kleinhof, Lindenaer Mühle, Siedlung Schulz, Waldhufe.

## Geschichte

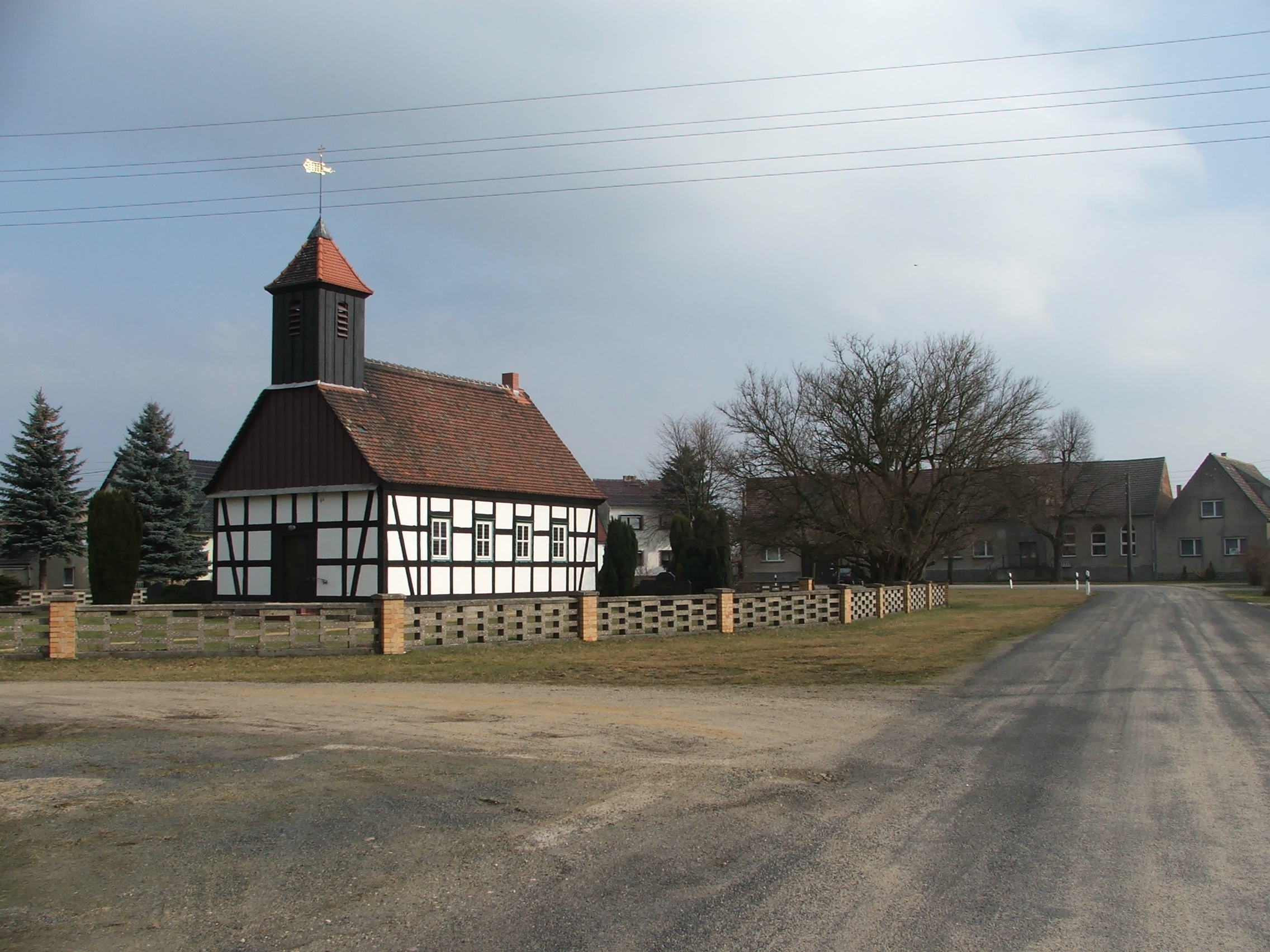
Kirche in Nexdorf

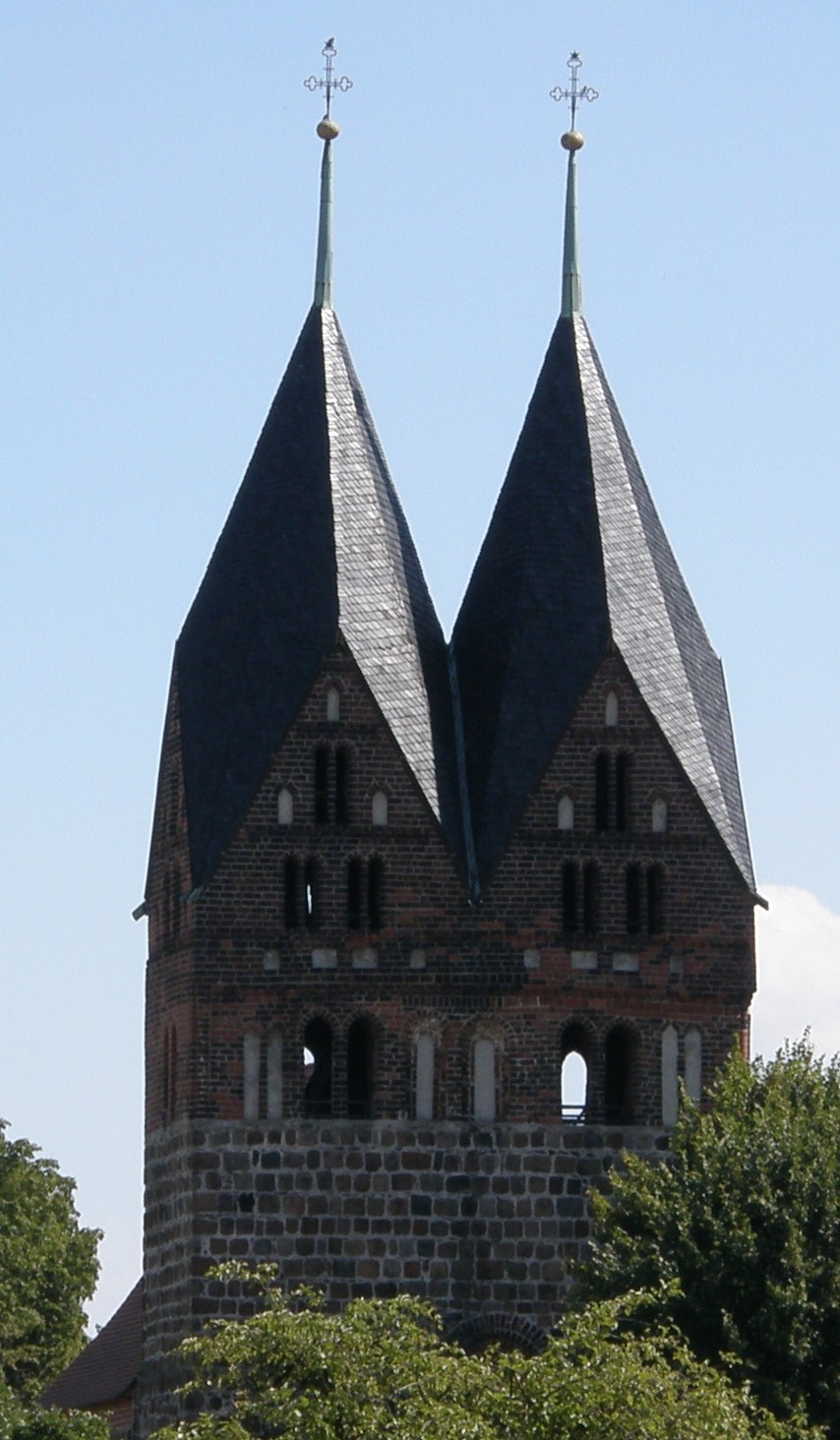
Kirche in Lugau

### Ortsname
Der Name Dobrilugk lässt sich auf sorbischen Ursprung zurückverfolgen. Die Adaption von Dobrjoług ist Dobry Ług beziehungsweise Dobraluh, was Gutes Wiesenland bedeutet. Darüber hinaus gibt es in einigen Darstellungen die Deutung Lug am Dober – Wald (Luch) am Dober, wobei Dober ein historischer Name der Kleinen Elster ist. Da Spuren einer slawischen Vorbesiedlung nicht gefunden wurden, übernahm das zur Einsamkeit verpflichtete Kloster Doberlug nicht einen Ortsnamen, sondern einen Flurnamen.
Kirchhain geht auf den Namen Kyrkhagen zurück und ist ein deutscher Name, der auf die Kirche einer „einhegten“ Siedlung hinweist.
Aufgrund des Zisterzienserklosters Dobrilugk entwickelte sich zunächst Dobrilugk als die impulsgebende Ortschaft für das Umland und weite Teile östlich der Elbe. Als Nachweis gelten hier die Hoheit über die Stadt Lübben und etwa 40 Dörfern im 14. Jahrhundert. Seit dem 18. Jahrhundert entstanden in Kirchhain Manufakturen des Weißgerberhandwerks, vor allem für Schafwolle. Begünstigt durch das weiche Wasser der Kleinen Elster sollen weniger Weichmacher erforderlich gewesen sein. Die Lederherstellung sorgte dort für Konjunktur in Industrie und Gewerbe. Im Jahr 1912 befanden sich 76 Gerbereien im Ort.

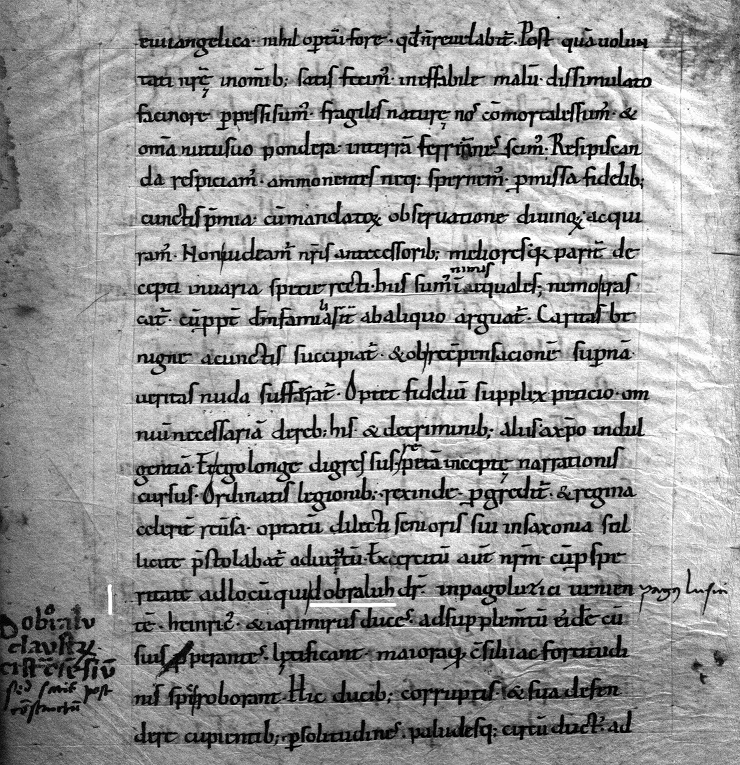
Ersterwähnung in der Handschrift von Thietmar von Merseburg: Chronicon Thietmari Merseburgensis. Dobraluh ist nachträglich weiß markiert.

### Dobrilugk

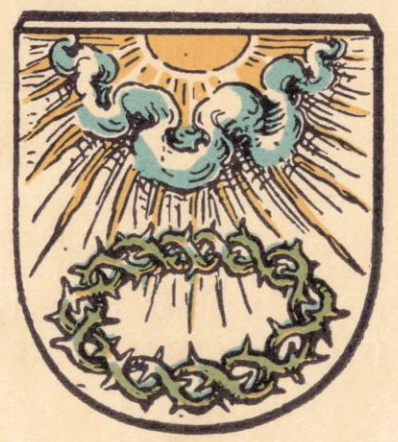
Wappen von Dobrilugk 1896

Für das Jahr 1005 ist die erste Erwähnung einer Örtlichkeit „Dobraluh“ nachgewiesen. Dort entstand 1165 (als Gründungstag gilt der 1. Mai 1165) unter der Herrschaft des Markgrafen Dietrich von Landsberg und Eilenburg das Zisterzienserkloster Dobrilugk, das nach Schenkungen und Käufen mehrerer umliegender Höfe und Dörfer sehr einflussreich wurde. Eine Klosterkirche kam 1184 hinzu; sie wurde 1228 geweiht. Im strengen Winter 1211/1212 erwähnt Walther von der Vogelweide das Kloster als einen unwirtlichen Ort: „Bevor ich noch länger in solcher Not eingezwängt wäre, wie ich’s jetz bin, eher würde ich ein Mönch in Toberluh.“ Diese Kargheit war jedoch gewollt. Die Zisterzienserstatuten hatten zwei Ideale: Die Einsamkeit und die Armut, die sich aber anders entwickelten. Die besonderen Fertigkeiten der Zisterzienser führten zu größerer Produktion und entsprechendem Handel. „Die Zisterzienser beschränkten sich aber schon im 12. Jahrhundert nicht mehr auf die Eigenversorgung. Sie wollten zusätzlich die Gewinnmöglichkeiten des Handels nutzen. Dafür übernahmen sie bereits bestehende Märkte und Krüge und errichteten schon bald weitere.“ Durch das Ideal der Einsamkeit verbot es sich, in Dobrilugk Handel zu treiben. Stattdessen wurde in geringer Entfernung (2,5 km) der Marktort Kirchhain (Oppidum) gegründet. Dobrilugk wurde 1664 im Zusammenhang mit dem Ausbau des Schlosses zur Stadt erhoben.
Die Klosterkirche wurde nach ihrer Zerstörung in den Jahren 1673 und 1674 zu einer Hofkirche umgebaut. In diese Zeit fallen auch die planmäßige Erweiterung des Ortes und die Verleihung des Stadtrechtes am 2. Mai 1664. Durch die Ansiedlung zahlreicher Handwerker entwickelte sich die Stadt rasch. Sie wandelte sich dann jedoch und der Ackerbau wurde zur wichtigsten Erwerbsquelle. 1820 wurde in einer Zeit des erneuten Aufschwungs des Handwerks in der Nähe eine Glashütte errichtet. Am 30. November 1937 wurde der Ort Dobrilugk in Doberlug umbenannt, um den slawischen Ursprung des Ortsnamens zu verwischen. Dies traf eine Reihe von Orten der Region, vgl. Liste von Ortsumbenennungen in der Lausitz 1936/37.

### Kirchhain

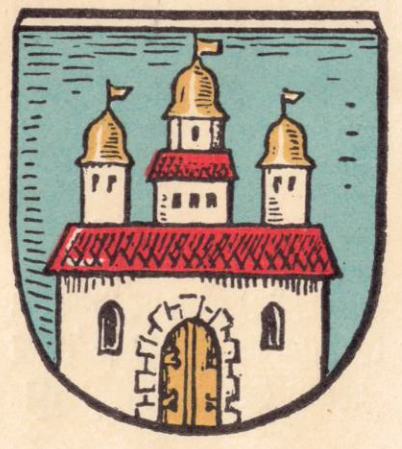
Wappen von Kirchhain 1896

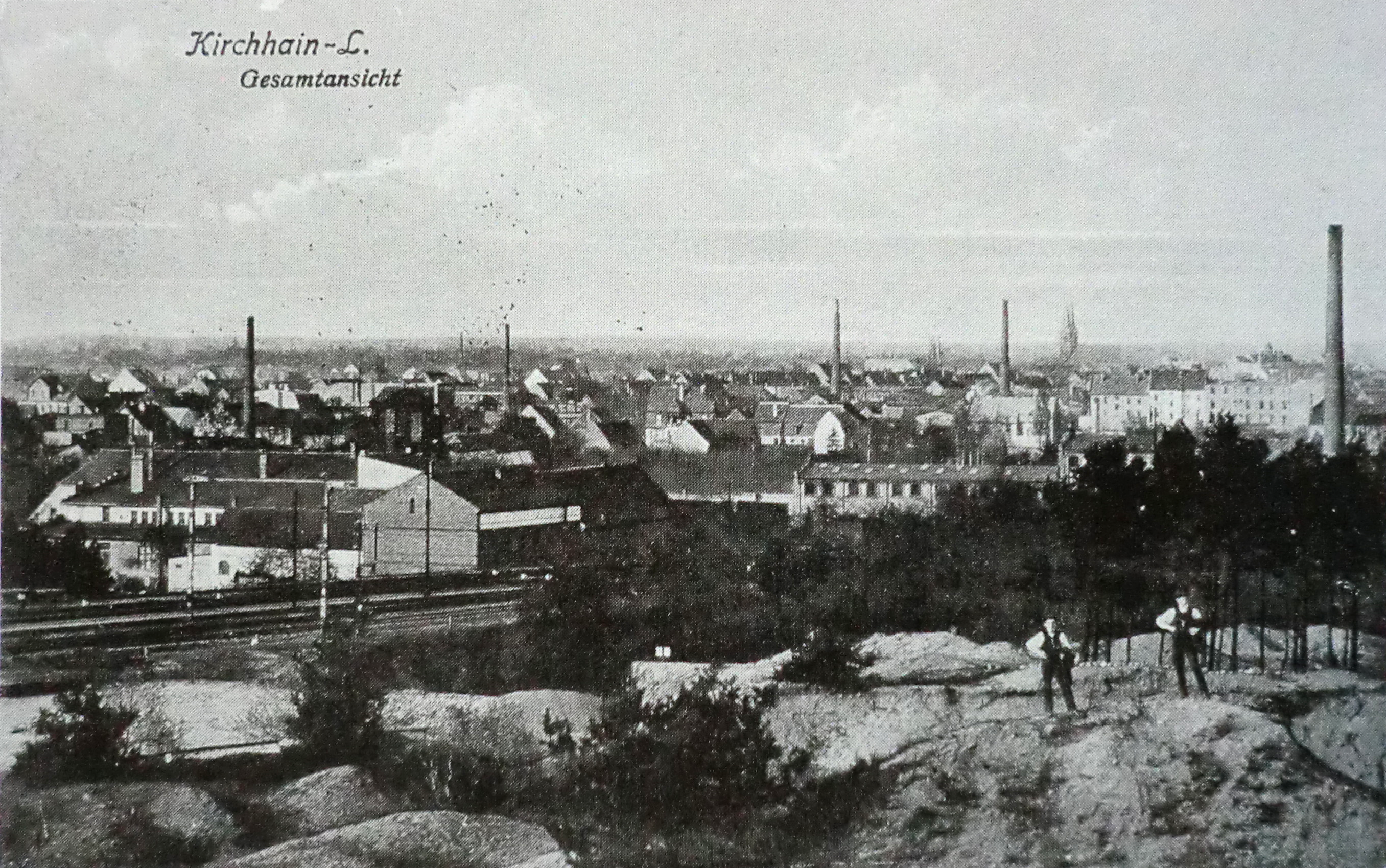
Blick auf Kirchhain vom heute abgebaggerten Galgensberg an der Finsterwalder Straße

Bronzezeitliche Urnenfunde am ehemaligen Galgensberg – heute ein See an der Finsterwalder Straße – und Wasserwerk Waldhufe belegen Siedlungen der Lausitzer Kultur von 1500 bis 500 v. Chr. Um 500 v. Chr. siedelten die germanischen Volksstämme der Semnonen und um 200–400 Burgunder. Um 600 geschah die Einwanderung und Ansiedlung der Sorben (Wenden). Ein Teil von ihnen waren die Lusizi, die der Lausitz ihren Namen gaben.
Kirchhain wurde 1234 als „Kyrkhagen“ erstmals urkundlich erwähnt. Es gehörte damals zum Besitz des Klosters Dobrilugk. Eine Verleihung des Stadtrechtes (die Stadt besaß offenbar Magdeburger Recht) ist für Kirchhain nicht überliefert, doch muss sie zwischen 1434 und 1446 erfolgt sein.

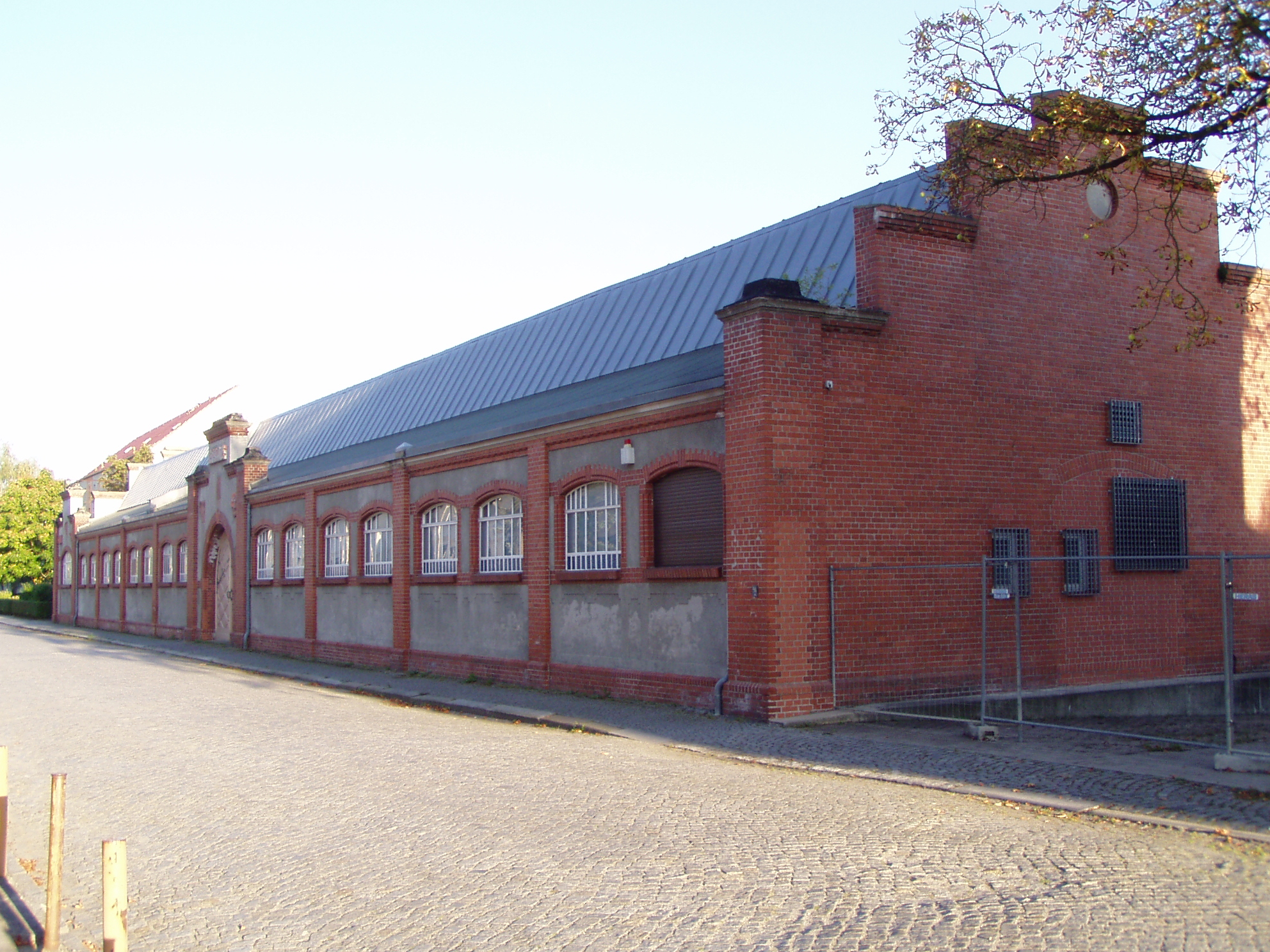
„Lederhalle“ in der Friedenstraße

Um 1800 lebten zahlreiche Handwerker, vor allem Tuchmacher, Schuhmacher und Kürschner in dieser Stadt. So erreichte sie einen bedeutenden wirtschaftlichen Einfluss und wurde eine der reichsten im Lande. Ende des 19. Jahrhunderts erlebte das Gerberhandwerk eine herausragende Entwicklung, wodurch Kirchhain zum Zentrum der größten Schaflederproduktion Deutschlands wurde. Ergänzt durch die Ansiedlung von Dampfsägewerken, Mühlen und Betrieben der metallverarbeitenden Industrie erlangte die Stadt überregionale Bedeutung. Herausragend waren die durch die ortsansässige Druckerei hergestellten Bücher. Mit dieser industriellen Entwicklung ging eine Ausdehnung der Stadt einher, u. a. die Erweiterung um das Jähdeneck durch den ansässigen Oberpfarrers Jähde.

### Doberlug-Kirchhain
Die Entstehung des Namens Doberlug-Kirchhain geht auf die am 1. Juli 1950 in der DDR durchgeführte Gebietsreform zurück. Durch die Führung der heutigen Eisenbahnstrecke Cottbus–Leipzig als Teil der ehemaligen Halle-Sorau-Gubener Eisenbahn zwischen beiden Ortsteilen blieb eine geografische Trennung bestehen.
Waren 1875 in Kirchhain etwa 70 Weißgerber gezählt worden, so erlebte dieses Handwerk im 20. Jahrhundert einen deutlichen Niedergang. Zwischen 1950 und 1960 war bereits etwa ein Drittel der Gerber mit ihren Patenten in die Bundesrepublik Deutschland übergesiedelt. Die verbliebenen Werkstätten wurden weitgehend auf das Gerben von Oberleder für die Schuhindustrie umgestellt. Nach dem Ausbleiben der Zulieferung der Felle aus der Sowjetunion und der Mongolei und dem Wegfall des Marktes nach 1989 wurden die Großbetriebe geschlossen. Anschließend gab es nur noch drei private Gerbereien.

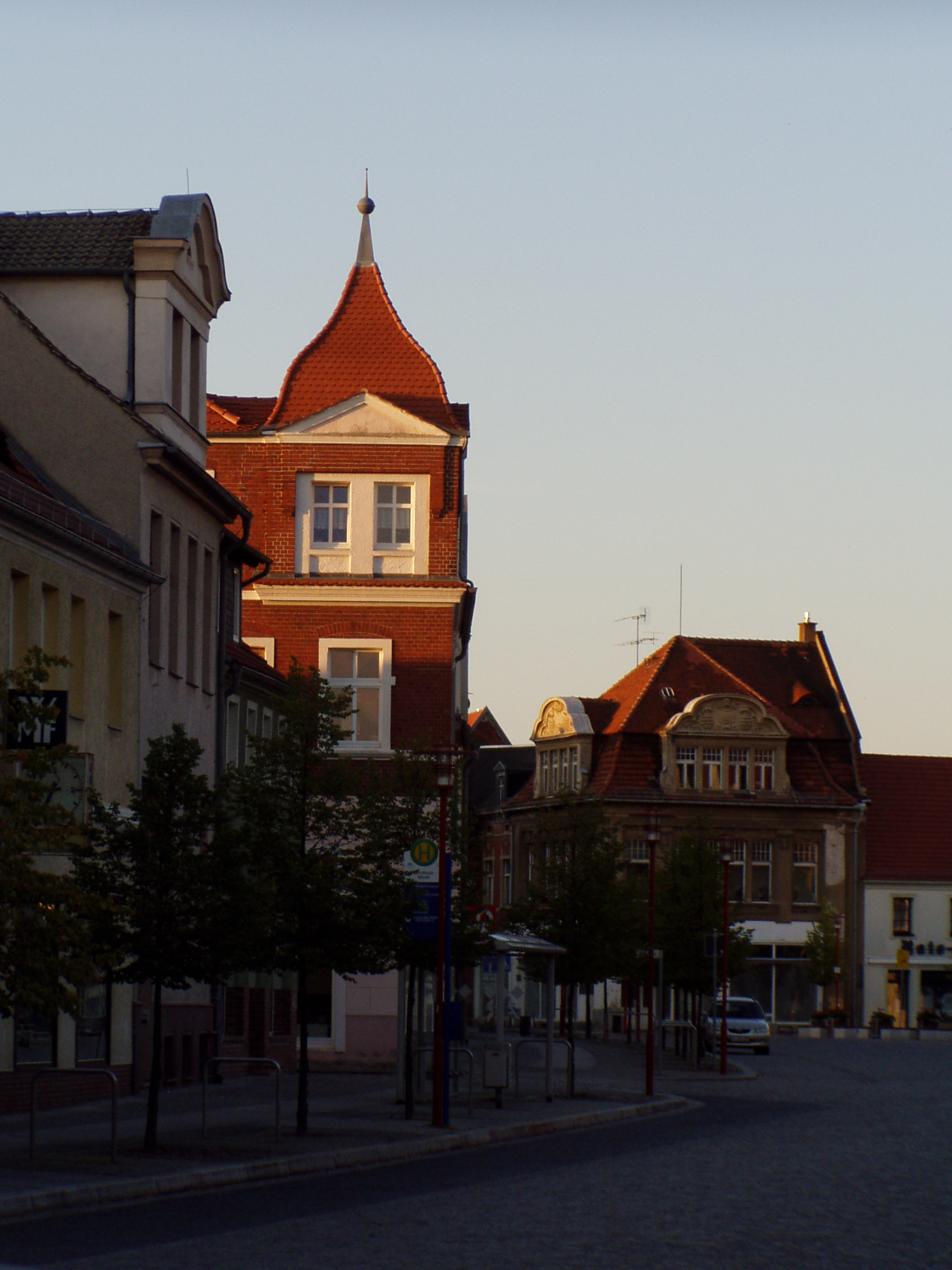
Am Markt

Seit der Wende, spätestens seit dem Niedergang der sozialistischen Betriebe und Einsetzen der Landflucht, bemüht sich die Stadt, unter Berücksichtigung der Historie an alte Wurzeln anzuknüpfen:
- Sanierung beider Stadtkerne und des Schlosses Doberlug
- Aufnahme in die Arbeitsgemeinschaft „Städte mit historischen Stadtkernen“ des Landes Brandenburg im Januar 2007
- Im Oktober 2008 eröffnete ein Einkaufszentrum auf dem Gelände einer ehemaligen Lederfabrik
- Die 1. Brandenburgische Landesausstellung fand vom 7. Juni bis 2. November 2014 in der Doppelstadt statt.

Doberlug und Kirchhain gehörten 1817–1952 zum Landkreis Luckau (bis 1947 in der preußischen Provinz Brandenburg, 1947–1952 im Land Brandenburg). 1952–1993 war Doberlug-Kirchhain Teil des Kreises Finsterwalde (bis 1990 im DDR-Bezirk Cottbus, 1990–1993 wieder im Land Brandenburg). Seit der Kreisreform 1993 liegt die Stadt im Landkreis Elbe-Elster.

### Eingemeindungen
Nach dem Zusammenschluss der beiden Kernstädte Doberlug und Kirchhain am 1. Juli 1950 wurden 1999 Frankena, 2001 Buchhain, Dübrichen, Hennersdorf, Nexdorf, Prießen und Werenzhain sowie 2003 Arenzhain, Lugau und Trebbus eingemeindet. Lichtena, zuvor Gemeindeteil von Trebbus, ist seit dem 27. September 2008 ein eigener Ortsteil.
| Ehemalige Gemeinde | Datum      | Anmerkung                                           |
| ------------------ | ---------- | --------------------------------------------------- |
| Arenzhain          | 26.10.2003 |                                                     |
| Buchhain           | 31.12.2001 |                                                     |
| Doberlug           | 01.07.1950 | Zusammenschluss mit Kirchhain zu Doberlug-Kirchhain |
| Dübrichen          | 31.08.2001 |                                                     |
| Frankena           | 31.12.1999 |                                                     |
| Hennersdorf        | 31.08.2001 |                                                     |
| Kirchhain          | 01.07.1950 | Zusammenschluss mit Doberlug zu Doberlug-Kirchhain  |
| Lichtena           | 19.05.1974 | Eingemeindung nach Trebbus                          |
| Lugau              | 26.10.2003 |                                                     |
| Nexdorf            | 31.08.2001 |                                                     |
| Prießen            | 31.08.2001 |                                                     |
| Trebbus            | 26.10.2003 |                                                     |
| Werenzhain         | 31.08.2001 |                                                     |

## Bevölkerungsentwicklung
|      | Dobrilugk (Doberlug) | Kirchhain |
| Jahr | Einwohner            | Einwohner |
| ---- | -------------------- | --------- |
| 1875 | 1.696                | 3.264     |
| 1890 | 1.741                | 3.989     |
| 1910 | 2.058                | 4.918     |
| 1925 | 1.989                | 5.109     |
| 1933 | 2.149                | 5.627     |
| 1939 | 2.358                | 5.718     |
| 1946 | 2.909                | 7.636     |

| Jahr | Einwohner |
| ---- | --------- |
| 1950 | 10 636    |
| 1964 | 09 100    |
| 1971 | 09 290    |
| 1981 | 08 929    |
| 1985 | 08 960    |

| Jahr | Einwohner |
| ---- | --------- |
| 1990 | 8 535     |
| 1995 | 7 896     |
| 2000 | 7 897     |
| 2005 | 9 890     |
| 2010 | 9 083     |
| 2015 | 8 746     |

| Jahr | Einwohner |
| ---- | --------- |
| 2020 | 8 686     |
| 2021 | 8 633     |
| 2022 | 8 903     |
| 2023 | 8 425     |
| 2024 | 8 438     |

 Gebietsstand des jeweiligen Jahres, Einwohnerzahl: Stand 31. Dezember (ab 1991), ab 2011 auf Basis des Zensus 2011, ab 2022 auf Basis des Zensus 2022

## Politik
Die Stadtverordnetenversammlung von Doberlug-Kirchhain besteht aus 18 Stadtverordneten und dem hauptamtlichen Bürgermeister als stimmberechtigtem Mitglied. Die Kommunalwahl am 9. Juni 2024 führte bei einer Wahlbeteiligung von 69,1 % zu folgendem Ergebnis:
| Partei / Wählergruppe                                                                      | Stimmenanteil 2019 | Sitze 2019 |  | Stimmenanteil 2024 | Sitze 2024 |
| ------------------------------------------------------------------------------------------ | ------------------ | ---------- |  | ------------------ | ---------- |
| Wählergemeinschaft Bündnis Umland / Wählergruppe Landwirtschaft Umwelt und Natur (WBU-LUN) | 18,4 %             | 3          |  | 32,5 %             | 6          |
| CDU                                                                                        | 29,1 %             | 5          |  | 26,0 %             | 5          |
| AfD                                                                                        | 14,5 %             | 3          |  | 21,9 %             | 4          |
| SPD                                                                                        | 17,9 %             | 3          |  | 11,9 %             | 2          |
| Die Linke                                                                                  | 12,0 %             | 2          |  | 03,5 %             | 1          |
| FDP                                                                                        | 04,4 %             | 1          |  | 02,7 %             | –          |
| Bündnis 90/Die Grünen                                                                      | 03,8 %             | 1          |  | 01,6 %             | –          |
| Insgesamt                                                                                  | 100 %              | 18         |  | 100 %              | 18         |

### Bürgermeister
- 1950–1954: Gustav Pfeiffer
- 1954–1957: Franz Neubauer
- 1957–1969: Karl-Heinz Fränkel
- 1969–1983: Walter Noack

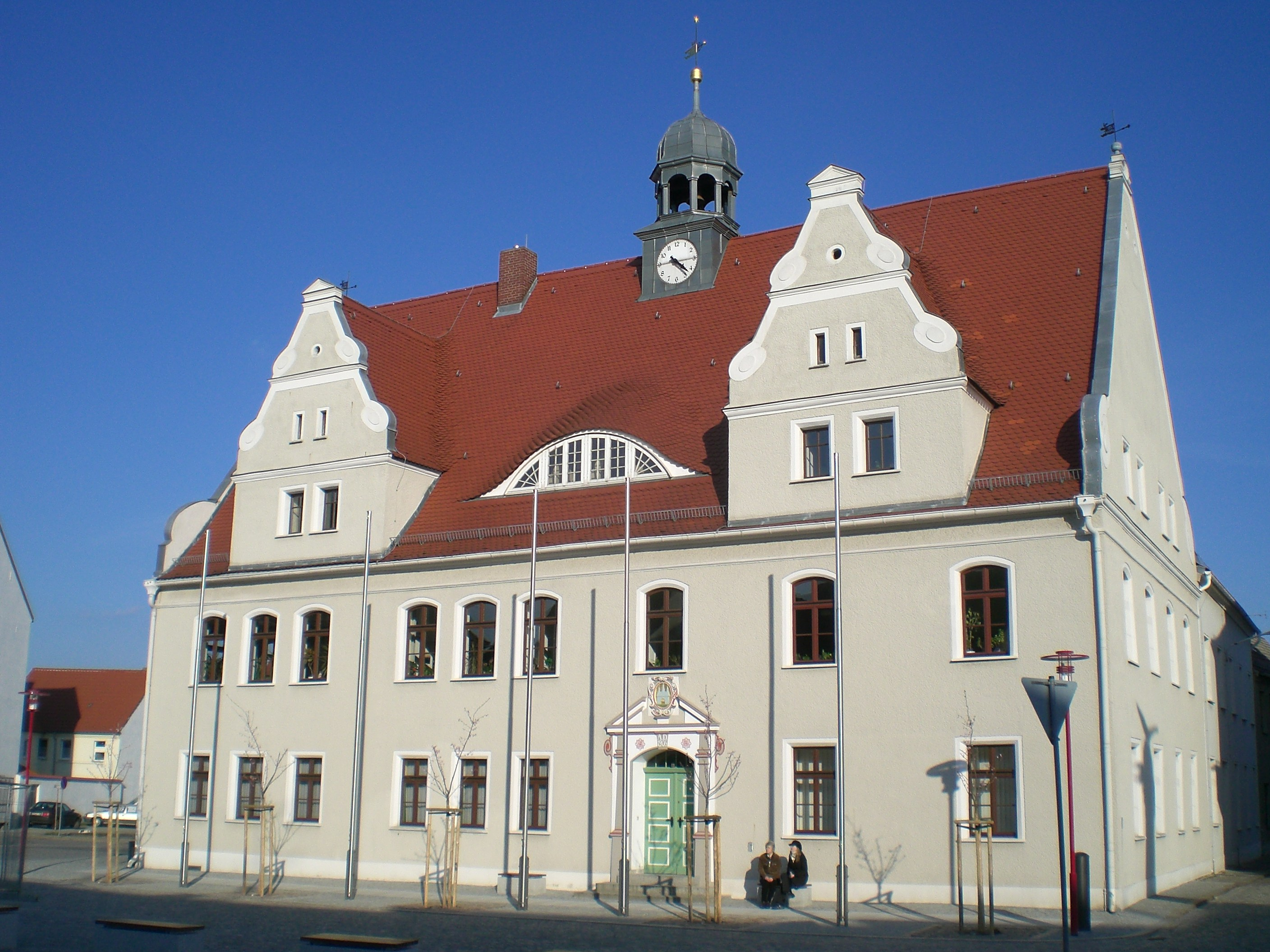
Rathaus im Stadtteil Kirchhain

- 1983–1993: Walter Lange (bis 1990 SED)
- 1993–2001: Manfred Berl (FDP)
- 2001–2025: Bodo Broszinski (FDP)
- seit 2025: Enrico Reiche (parteilos)

Broszinski war seit 2001 Bürgermeister der Stadt. Er wurde in der Bürgermeisterstichwahl am 8. Oktober 2017 mit 54,4 % der gültigen Stimmen erneut in seinem Amt bestätigt.
In der Bürgermeisterwahl am 27. April 2025 wurde Enrico Reiche bei zwei Mitbewerbern mit 57,6 % der gültigen Stimmen zu seinem Nachfolger gewählt. Seine Amtszeit beträgt acht Jahre.

### Wappen

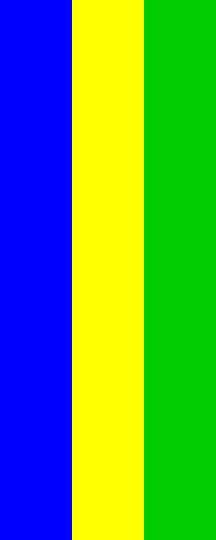
Flagge der Stadt

Das Wappen wurde am 2. Februar 1994 genehmigt.
Blasonierung: „In Blau unter zwei silbernen Wolken, aus denen vier goldene Strahlen hervorbrechen, schwebend ein goldenes gequadertes Gebäude mit einem Tor und zwei Fenstern in Schwarz versehen; über dem roten Dach erheben sich drei goldene, schwarzbefensterte, rotbedachte und mit goldenen Fähnchen besteckte Türme, die äußeren mit spitzem Helm, der mittlere breitere und höhere mit rundem Helm; das Gebäude wird mit einem nicht geschlossenen grünen Blätterkranz eingefasst.“

### Städtepartnerschaften
Partnerstädte von Doberlug-Kirchhain sind:
- Hemer in Nordrhein-Westfalen
- Kirchhain in Hessen
- Kcynia, Powiat Nakielski (Polen)

## Sehenswürdigkeiten
In der Liste der Baudenkmale in Doberlug-Kirchhain und in der Liste der Bodendenkmale in Doberlug-Kirchhain sind alle Kulturdenkmale der Stadt aufgeführt. In der Liste der Naturdenkmale in Doberlug-Kirchhain befinden sich alle schützenswerten Naturdenkmale des Stadtgebietes.

### Bauwerke

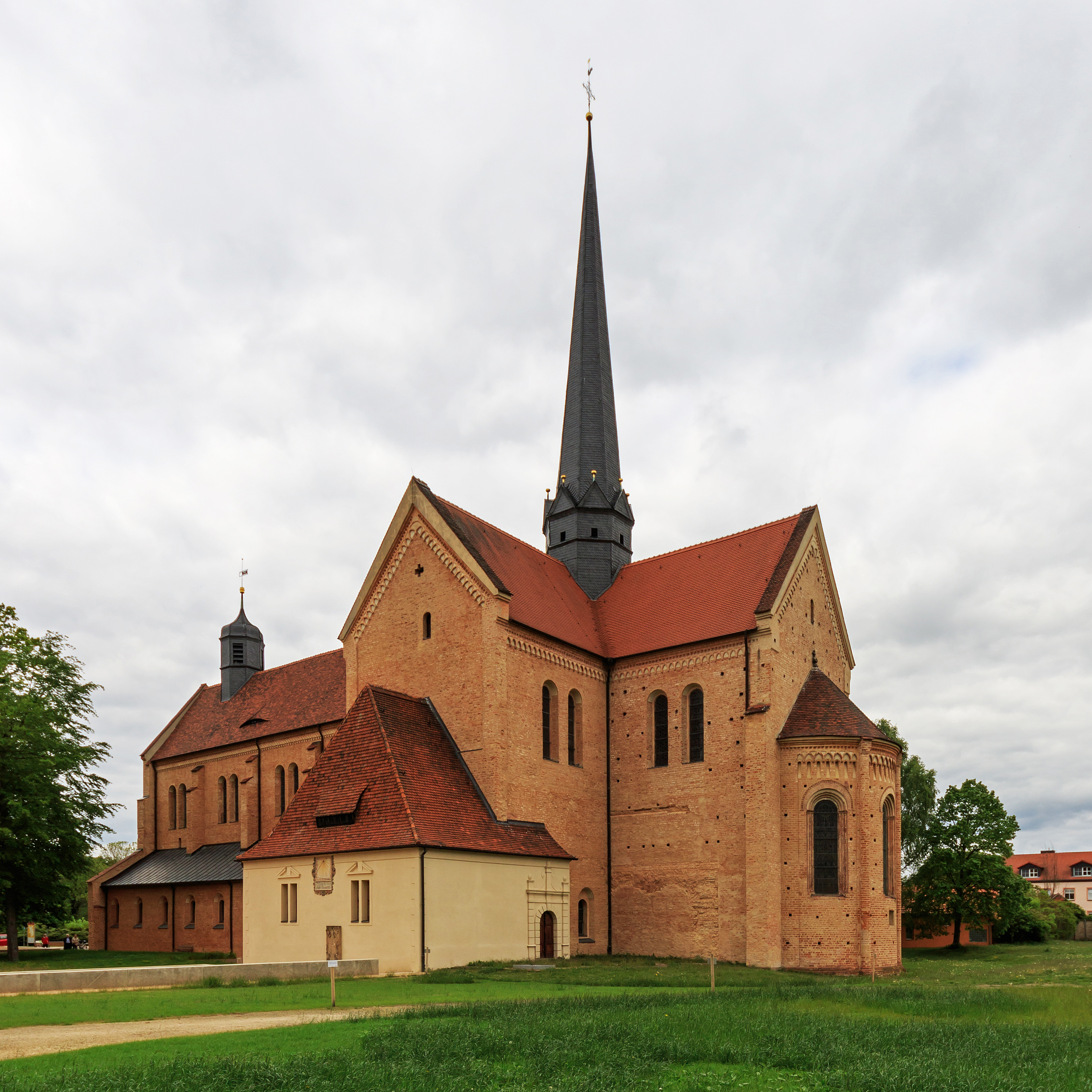
Klosterkirche des Klosters Dobrilugk 2015

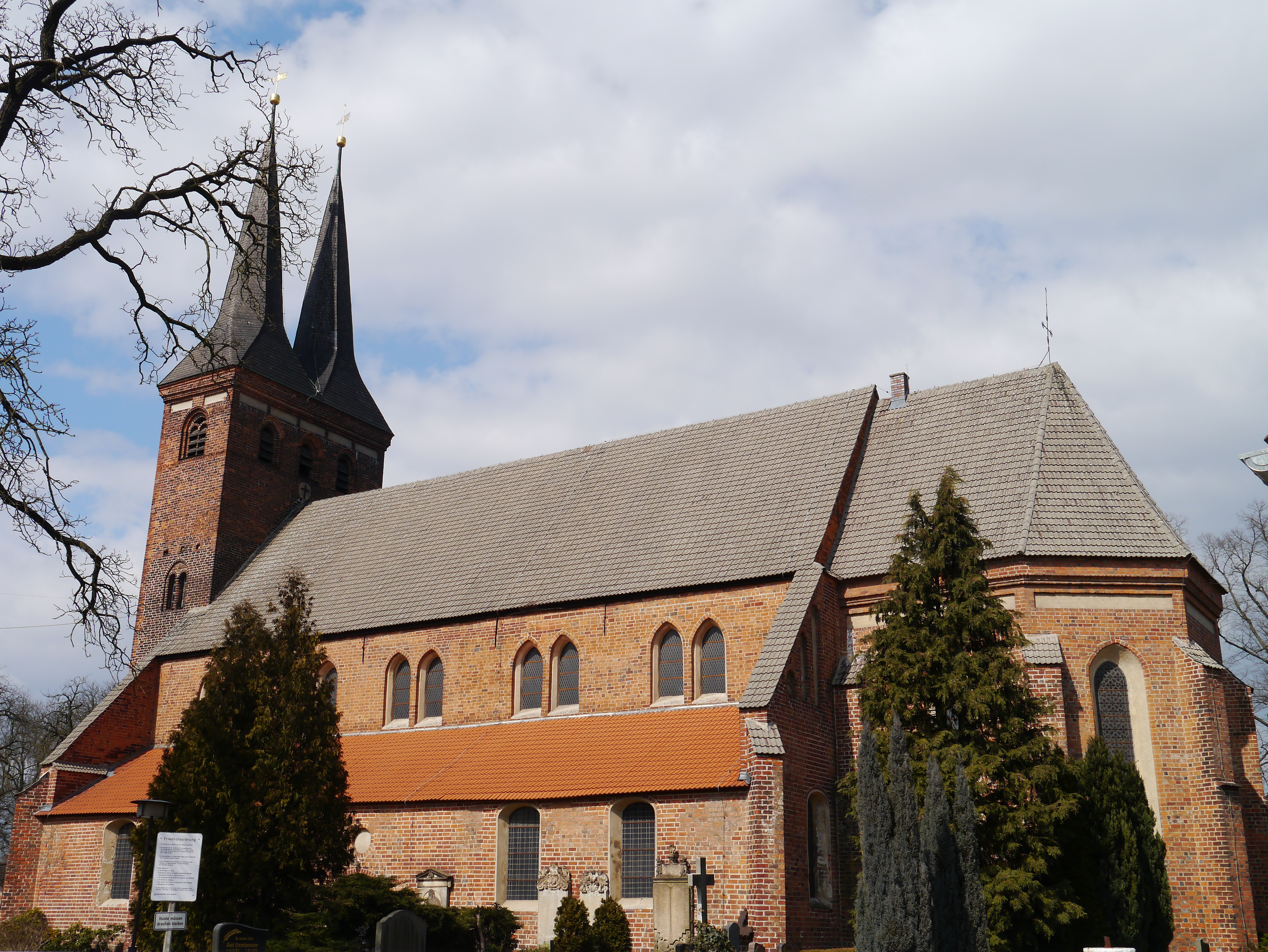
Stadtpfarrkirche St. Marien, Kirchhain 2013

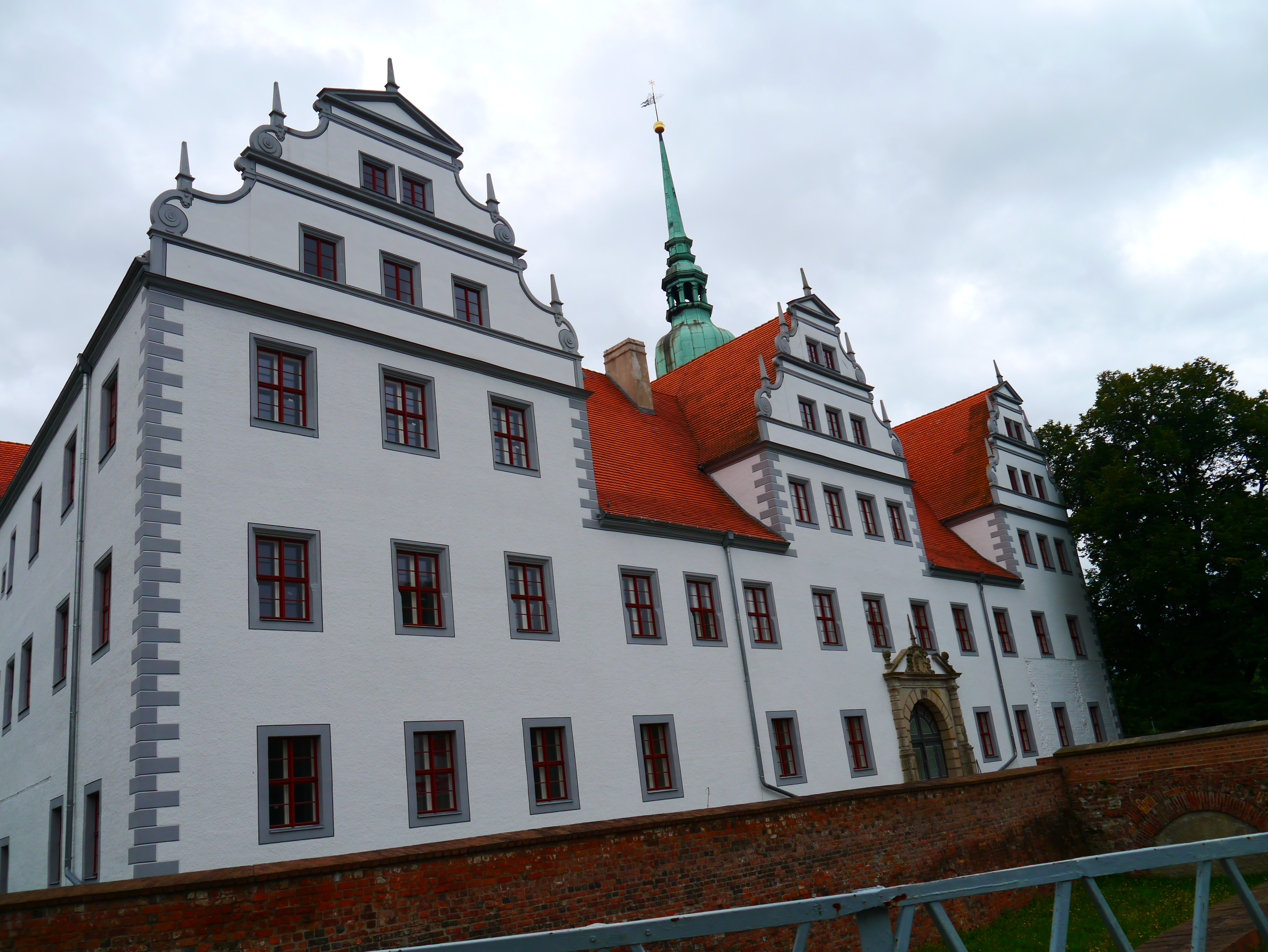
Schloss Doberlug nach Außensanierung 2011

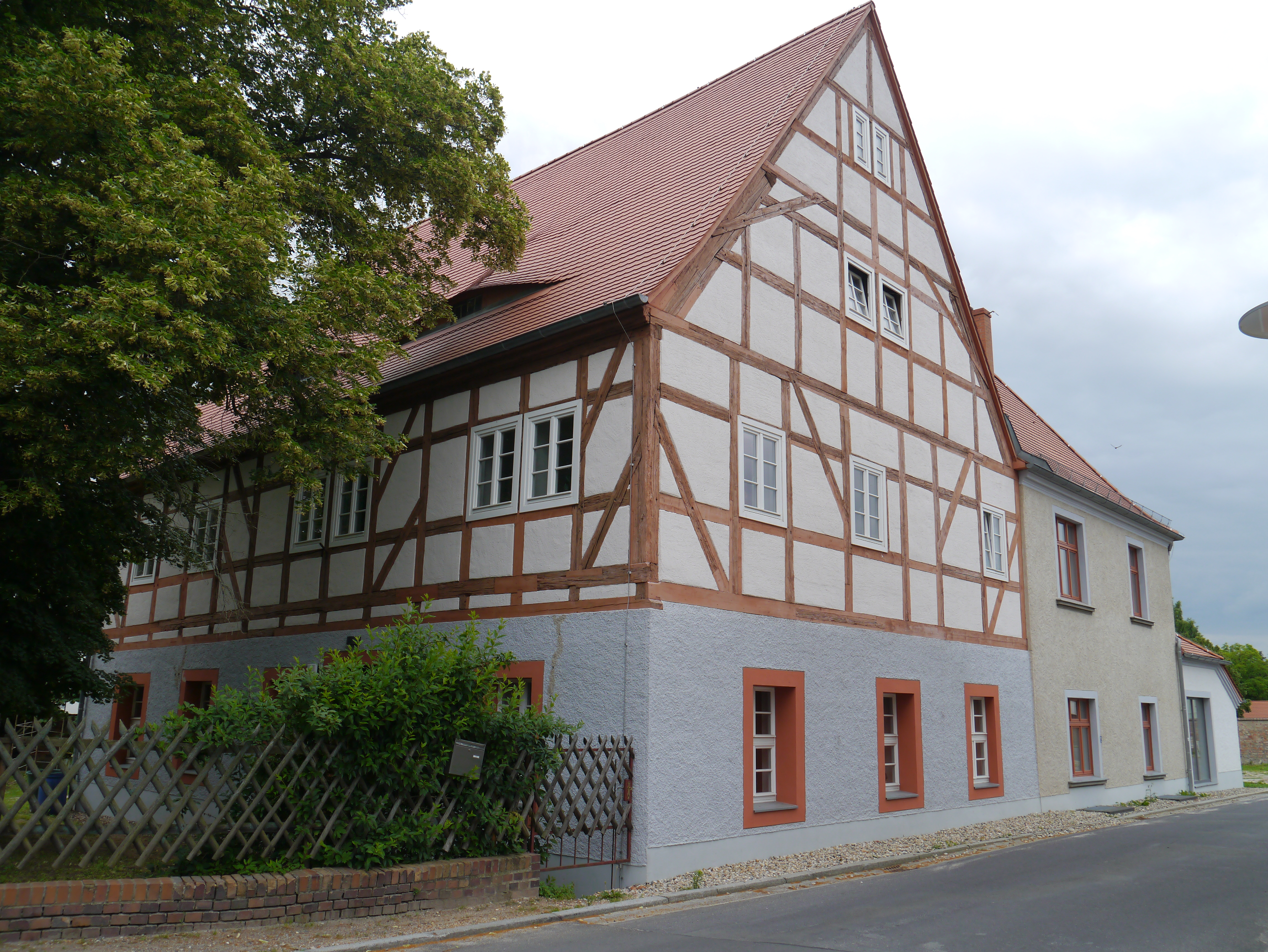
Das alte Pfarrhaus unweit der Klosterkirche steht unter Denkmalschutz.

- Klosterkirche St. Marien, Doberlug, gehörte zum ehemaligen Zisterzienserkloster, dessen Klausur bis auf wenige Reste im 19. Jahrhundert verschwand. Sie wurde seit Ende des 12. Jahrhunderts errichtet und 1228 geweiht. Seit dem 17. Jahrhundert ist sie eine protestantische Kirche. Sie ist eine dreischiffige, durchgängig gewölbte Backsteinbasilika mit Querhaus (Querhausapsiden verloren), Chorjoch und Hauptapsis – letztere außen reich gegliedert mit Halbsäulen und Kreuzbogenfriesen über Schlitz-Nischen (Gliederungssystem in der Nachfolge der Peterskirche auf dem Erfurter Petersberg). Die heutige Erscheinung der Kirche geht auf eine durchgreifende Wiederherstellung zu Beginn des 20. Jahrhunderts zurück. Aus dieser Zeit stammt der Westgiebel im Neorenaissance-Stil und die vollflächige Verputzung des Ziegelmauerwerks (inzwischen mehrfach erneuert). Zur Ausstattung gehören ein spätgotischer Flügelaltar aus dem 16. Jahrhundert, barockes Inventar mit Orgel und Kanzel und Chorfenster mit Bleiverglasung. Die Ausmalung des Chorraumes durch Ernst Fey wurde 1905 bis 1909 aufwändig wieder im ursprünglichen Zustand hergestellt und durch Karl Weber ausgestattet. Das Refektorium der Zisterziensermönche im einstigen Südflügel der ehemaligen Klosteranlage und Ziegelmauer als Reste der ehemaligen Kloster- und Stadtmauer ist erhalten. Die Klosterkirche gilt als der älteste erhaltene Sakralbau der Zisterzienser im Osten Deutschlands.[23]
- Schloss Doberlug, ab 1551 vom Abtshaus zum Schloss umgestaltet und mit der Anlage des Schlossgartens im sächsischen Renaissancestil 1676 fertiggestellt – war seit 1657 Nebenresidenz von Christian I. Sehenswert ist der Schlossbrunnen. Das Schloss erlebte Aufenthalte von Friedrich II. von Preußen und Napoleon und später die jahrzehntelange Nutzung durch Einheiten der Nationalen Volksarmee. Nach 2000 wurde die Hülle instand gesetzt und im Jahre 2007 ein neuer, zweiter Turmhelm installiert.
- Stadtpfarrkirche St. Marien, Kirchhain – Baubeginn war um 1280. Nach mehrfachen Veränderungen entstand eine spätgotische Backstein-Basilika mit bemaltem hölzernen Tonnengewölbe und einem spätromanischen Backsteinturm mit zwei Spitzhelmen. Damit ist die Kirche das älteste Gebäude Kirchhains. Zur Ausstattung gehören der Altaraufsatz von 1743 und die Kanzel aus dem 18. Jahrhundert. Ursprünglich verfügte die Kirche über drei Türme, welche noch heute im Wappen der Stadt zu finden sind. Im Jahr 1590 wurden diese wegen Baufälligkeit durch die heutigen zwei Türme ersetzt.
- Gasthof Zum Rautenstock – ehemaliges Kavalierhaus, 1666 als Gästehaus des Schlosses angelegt, prägendes Gebäude in der barocken Stadtanlage, im Hof erhaltene Pferdestallungen
- Königlich privilegierte Apotheke – ab 1700 Sitz der 1689 von Herzog Christian I. von Sachsen-Merseburg privilegierten Apotheke.

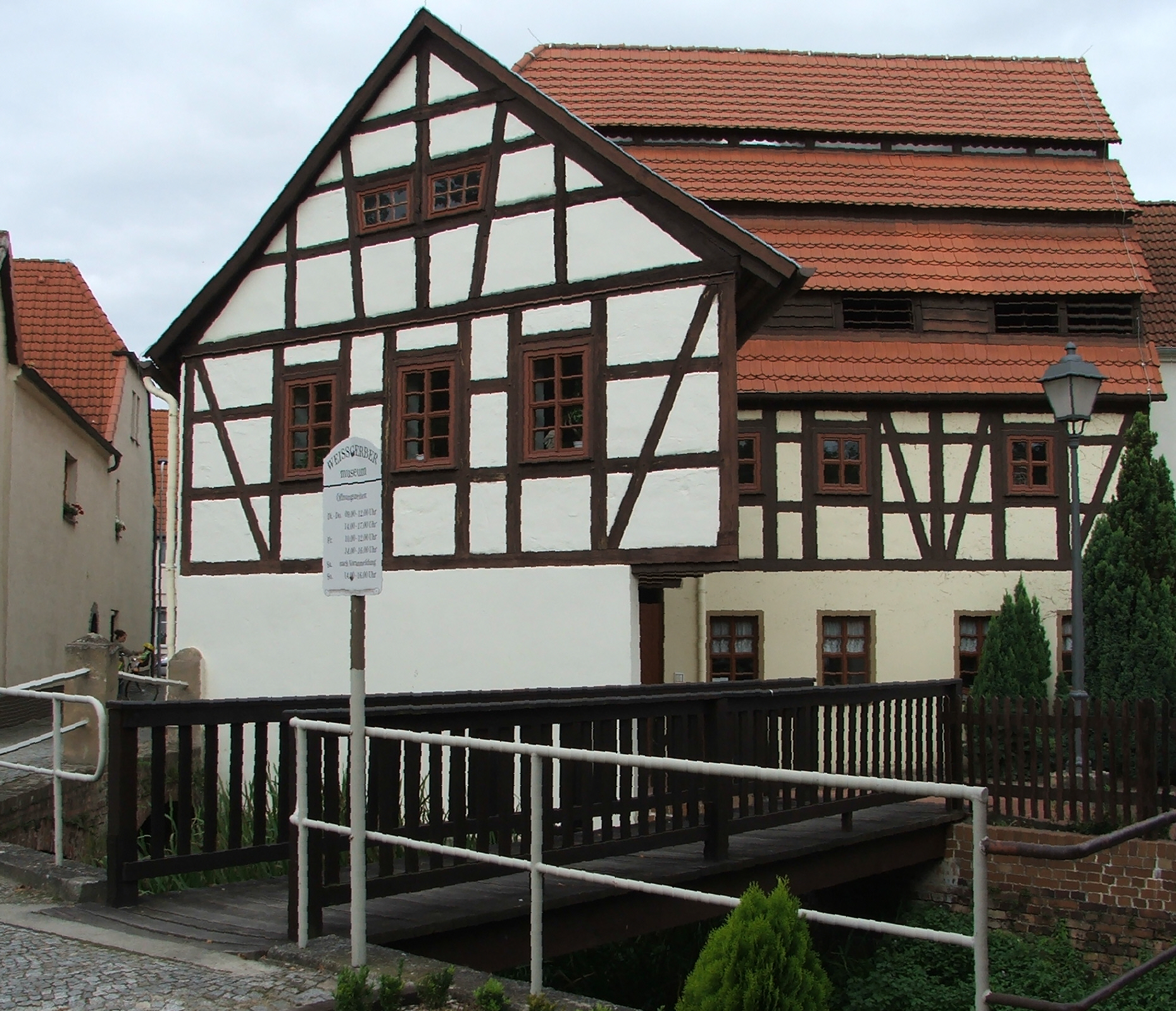
Weißgerbermuseum im Stadtteil Kirchhain

- Weißgerbermuseum – das Gebäude, in dem sich seit 1963 das einzige Weißgerbermuseum Europas befindet, wurde 1753 als Gerberhaus erbaut. In diesem Museum werden alle für die Lederherstellung erforderlichen Arbeitsschritte vorgestellt. Darüber hinaus erhält der Besucher einen Überblick über die Geschichte des Gerberhandwerks und kann eine Sammlung teils exotischer Leder und Felle aus aller Welt, kostbares Zunftgeschirr sowie eine zeitgemäß eingerichtete Schuster- und Gesellenstube besichtigen. Wechselnde Sonderausstellungen sind dem Museum angeschlossen.
- Bockwindmühlen-Museum im Ortsteil Trebbus – eine Bockwindmühle aus dem Jahr 1851, die seit 1969 als Museum dient.
- Rathaus Kirchhain – ein Spätrenaissancebau von 1680/82, nach 1850 baulich erweitert und mehrfach verändert, mit einem aufwändig gestalteten Sitzungszimmer, Umgestaltung 1905/06 durch Karl Weber; das Gebäude wurde 1991 restauriert.
- Kursächsische Postdistanzsäule von 1735/36 im Ortsteil Kirchhain auf dem Schützenplatz. Sie wurde 1887 aufgrund der Aufstellung des Denkmals zum Deutsch-Französischen Krieg vom Markt auf den Schützenplatz umgesetzt und mehrmals restauriert. Der Originalschriftblock befindet sich im Vorgarten der Steinmetzwerkstatt Seeliger in Uebigau.
- Im Atelierhof Werenzhain, dem ehemaligen Gutshof Klix, wohnen und arbeiten Künstlerinnen und Künstler. Es gibt eine ständige Ausstellung mit Installationen internationaler und regionaler sowie wechselnde temporäre Ausstellungen mit zeitgenössischen Werken.

## Kultur

### Parks und Erholungsgebiete
Im Schillerpark, im Stadtteil Kirchhain, befindet sich ein Gedenkstein für die 48 Opfer eines Bombenangriffes vom 17. März 1945. Ein weiterer Park nahe dem ehemaligen Windhunderennplatz verbindet die Stadt mit dem ehemals selbstständigen Kleinhof, welcher 1929 mit Weinbergen und Plumpmühle eingemeindet wurde.

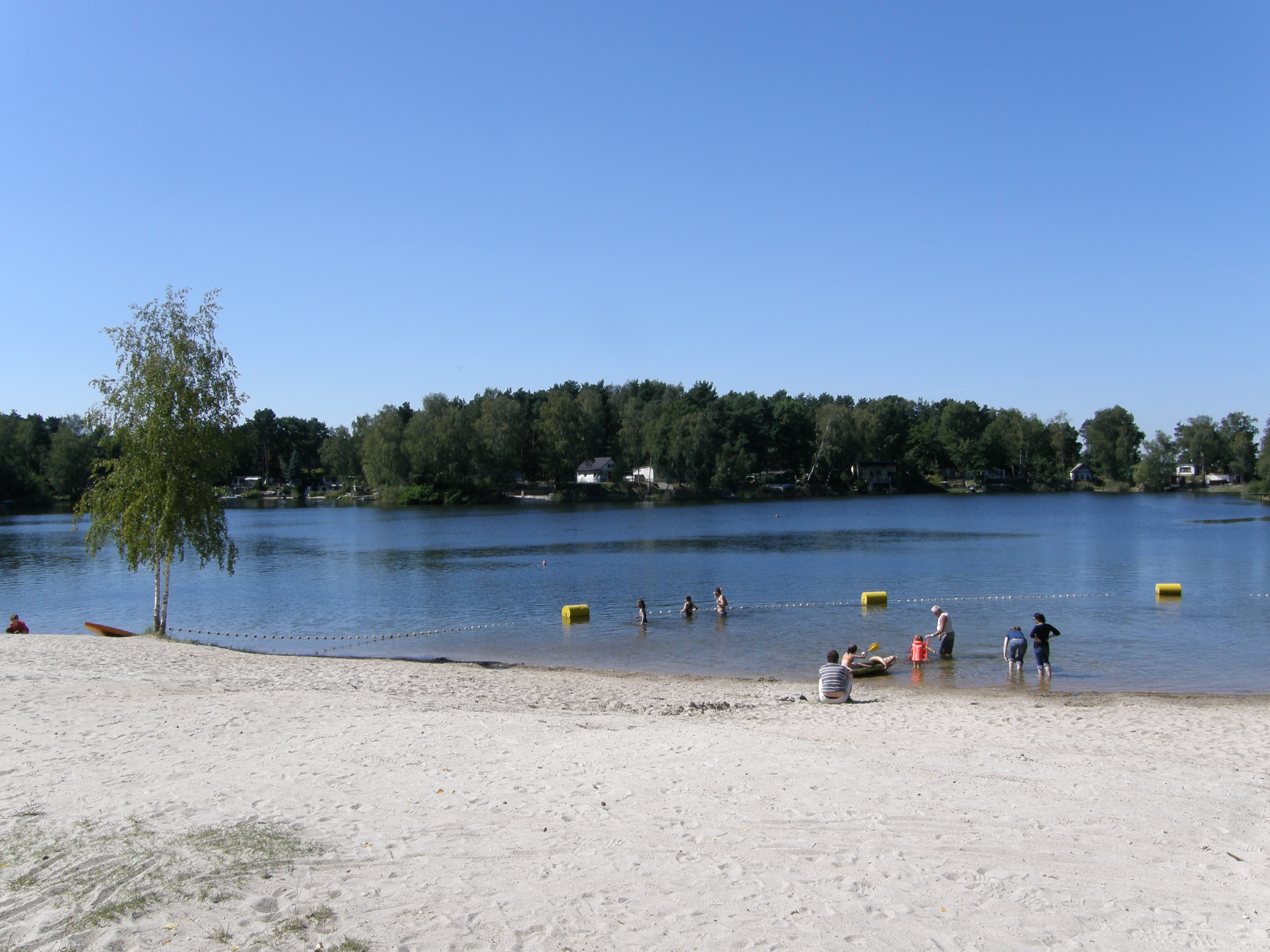
Waldbad Erna

Die als Naherholungsgebiet durch Braunkohlebergbau zu Beginn des 20. Jahrhunderts entstandene Seengruppe Waldbad Erna liegt vier Kilometer südlich von Doberlug-Kirchhain. Die beiden Hauptteiche sind von Bungalows umgeben und werden besonders von Erholungssuchenden aus den Großstädten Berlin und Dresden genutzt.

### Naturdenkmale
Siehe Liste der Naturdenkmale in Doberlug-Kirchhain

### Ehemalige Kinos
Das Kino Kammerlichtspiele im Ortsteil Kirchhain in der Schillerstraße war 1918 bis 1989 für Filmvorführungen für bis zu 411 Personen geöffnet. Im Hotel Schützenhaus in der ehemaligen Manteuffelstraße 5–6, auf dem heutigen Gelände des Schützenplatzes, gab es ebenfalls regelmäßig Filmvorführungen.
Im Ortsteil Doberlug befanden sich in der Hauptstraße 19 links neben dem Gasthof Rautenstock die Union Lichtspiele für bis zu 350 Zuschauer.

### Atelierhof Werenzhain

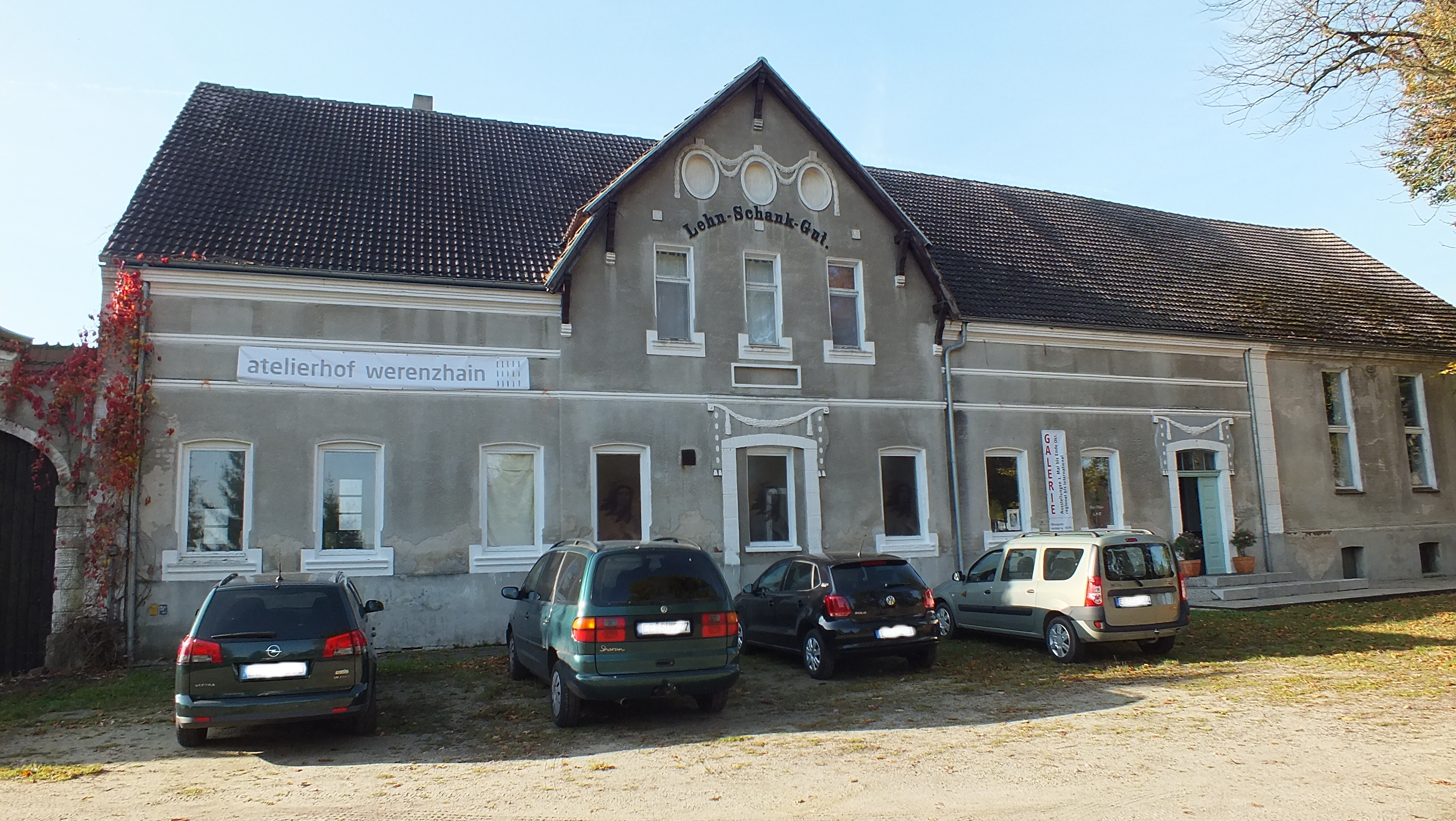
Der Atelierhof ist seit 1996 in Form eines Vereines organisiert und im denkmalgeschützten Ensemble in Werenzhain untergebracht.

Im Zentrum des Ortsteiles Werenzhain befindet sich ein Atelierhof mit wechselnden Ausstellungen, Sommerwerkstätten, sowie Veranstaltungen zur Kunstvermittlung und Workshops. Zur denkmalgeschützten Anlage des ehemaligen Lehnschankguts gehören auf einer Fläche von 7.000 m² ein Bühnensaal, Scheunen, Stallungen und Außengelände.
Die Ausstellungsfläche steht wechselnd Künstlerinnen und Künstlern zur Verfügung. Im Hause befindet sich ein Shop und ein Café. Übernachtungsmöglichkeiten befinden sich im angrenzenden Gästehaus.

### Stadthalle
Für Veranstaltungen aller Art wurde von 1996 bis 1998 eine Mehrzweckhalle auf dem ehemaligen Gelände der VEB Tischfabrik Finsterwalde errichtet. Sie dient unter anderem als Stadthalle für Bälle, Konzerte, Ehrungen sowie für Spielaustragungen der Damen-Handball-Mannschaften des VfB Doberlug-Kirchhain.

### Veranstaltungen
Von 1993 bis 2011 und wieder seit 2022 findet jährlich im August die Rallye Monte Lugau statt, ein Zwei- und Dreiradrennen. Nachfolgend sind regelmäßige Veranstaltungen im Stadtgebiet von Doberlug-Kirchhain aufgeführt.
| Veranstaltung                 | Termin                       | Veranstaltungsort                                  |
| ----------------------------- | ---------------------------- | -------------------------------------------------- |
| Schützenfest der PSG Doberlug | 1. Wochenende nach Pfingsten | Jährlich, Vereinshaus Tiergartenstr. OT Doberlug   |
| Frühlingsfest                 | Mai                          | Jährlich wechselnd zwischen Doberlug und Kirchhain |
| Höfefest                      | Juni                         | Doberlug                                           |
| Rock am Schloss               | August                       | Schloss Doberlug                                   |
| Mittelaltermarkt              | September                    | Doberlug                                           |
| Elbe-Elster-Schlössernacht    | September                    | Schloss Doberlug                                   |
| Kneipennacht                  | November                     | Kirchhain                                          |
| Weihnachtsmarkt               | 2. Advent-Wochenende         | Schloss Doberlug                                   |
| Konzerte und Veranstaltungen  | Mehrmals jährlich            | Schloss Doberlug und Klosterkirche Doberlug        |
| Summer & Beats                | Mehrmals jährlich            | Stadthalle in Kirchhain                            |

### Vereine
- Leuchterbauer 1849
- Bürger- und Heimatverein
- FSV Grün-Gelb Doberlug-Kirchhain
- VfB Doberlug-Kirchhain
- Kirchhainer Sternfreunde
- Rallye Monte Lugau

### Walther von der Vogelweide
In dem Gedicht „Diu werlt was gelf, rôt unde blâ“, bzw. „Nû schrîet aber diu nebelkrâ“ (Jetzt aber schreit die Nebelkrähe) beklagt Walther von der Vogelweide den langandauernden Winter und erwähnt Doberlug:

„Beklemmet waere als ich bin nû, ich wurde ê münch ze Toberlû“

„Bevor ich noch länger in solcher Not eingezwängt wäre, wie ich’s jetzt bin, eher würde ich ein Mönch in Toberluh.“

## Wirtschaft und Infrastruktur

### Unternehmen
Vorwiegend mittelständische lokale Unternehmen mit etwa 20 Mitarbeitern prägen die wirtschaftliche Struktur. Zu den größeren Unternehmen mit teilweise überregionalen Aktivitäten zählen:
- Heeresinstandsetzungslogistik Systeminstandsetzungszentrum SIZ der Bundeswehr
- Wasser- und Abwasserverband Westniederlausitz
- Bäckerei Bubner e. K.
- Bauunternehmen Frank Eichstädt
- Elektroanlagen Geiger, Berl & Partner
- Fleischerei Röhnert

Die größten ehemaligen Arbeitgeber:
- Ein wesentlicher Wirtschaftszweig Kirchhains war die Gerberei.[30] Auf einer Schaffellauktion in Berlin im Januar 1922 waren allein aus Kirchhain 50 Käufer vertreten.[31] Zur Zeit der DDR bestanden die VEB Lederfabrik Doberlug-Kirchhain, vormals Lederfabrik Albert Hollmigk und Kirchhainer Fell- und Wollhandlung GmbH (1934 99 Beschäftigte) sowie Städtische Lederfabrik, Kirchhain.[32] Noch heute besteht in Doberlug-Kirchhain eine, inzwischen weltweit liefernde, Gerberei.[33]
- NVA und nach Auflösung derer das Fallschirmjägerbataillon 373 als Teil der Luftlandebrigade 31, stationiert auf dem Schacht. Es wurde Anfang 2007 nach Seedorf bei Zeven verlegt.
- VEB Tischfabrik Finsterwalde, Außenstelle Kirchhain
- Bahnstromwerk Doberlug-Kirchhain der Deutschen Reichsbahn
- Buchdruckerei von Max Schmersow (1890–1945), ehemals Zahn und Bändel; bedeutende Druckerei und Verlag fremdsprachiger Bücher und Zeitschriften. Letztmalig unter dem Namen Druckerei Zschocke aktiv.
- Hume-Rohr GmbH, Hersteller von Schleuderbetonrohren im Konzern der Berliner Wasserbetriebe. Seit 28. Dezember 2005 insolvent.[34]

Steinkohleschacht am Weinberg
Mit dem Abteufen des Schachtes Kirchhain I (umgangssprachlich Der Schacht) westlich der Stadt auf dem Weinberg wurde 1947 begonnen und 1950 wurde ein Abteuffördergerüst errichtet. Der 428,5 Meter tiefe Schacht wurde im Gefrierverfahren abgeteuft. Nach der Erkundung der Lagerstätte wurde der Abbau der Kohle in den 1960er Jahren als unrentabel eingeschätzt. Die bestehenden Anlagen wurden von der Nationalen Volksarmee übernommen und zu einer Garnison ausgebaut. Nach der Übernahme durch die Bundeswehr wurde die nun Lausitz-Kaserne genannte Liegenschaft erneuert und als Standort des Fallschirmjägerbataillons 373 genutzt. Die Bundeswehr nutzt nur noch einen kleinen Teil der Kaserne zur Unterbringung eines Bundeswehr-Dienstleistungszentrums. Ein Teil des Kasernengeländes wird als Erstaufnahmeeinrichtung genutzt und ist eine Außenstelle der Zentralen Ausländerbehörde (ZABH) Eisenhüttenstadt.

### Verkehr

#### Schienenverkehr

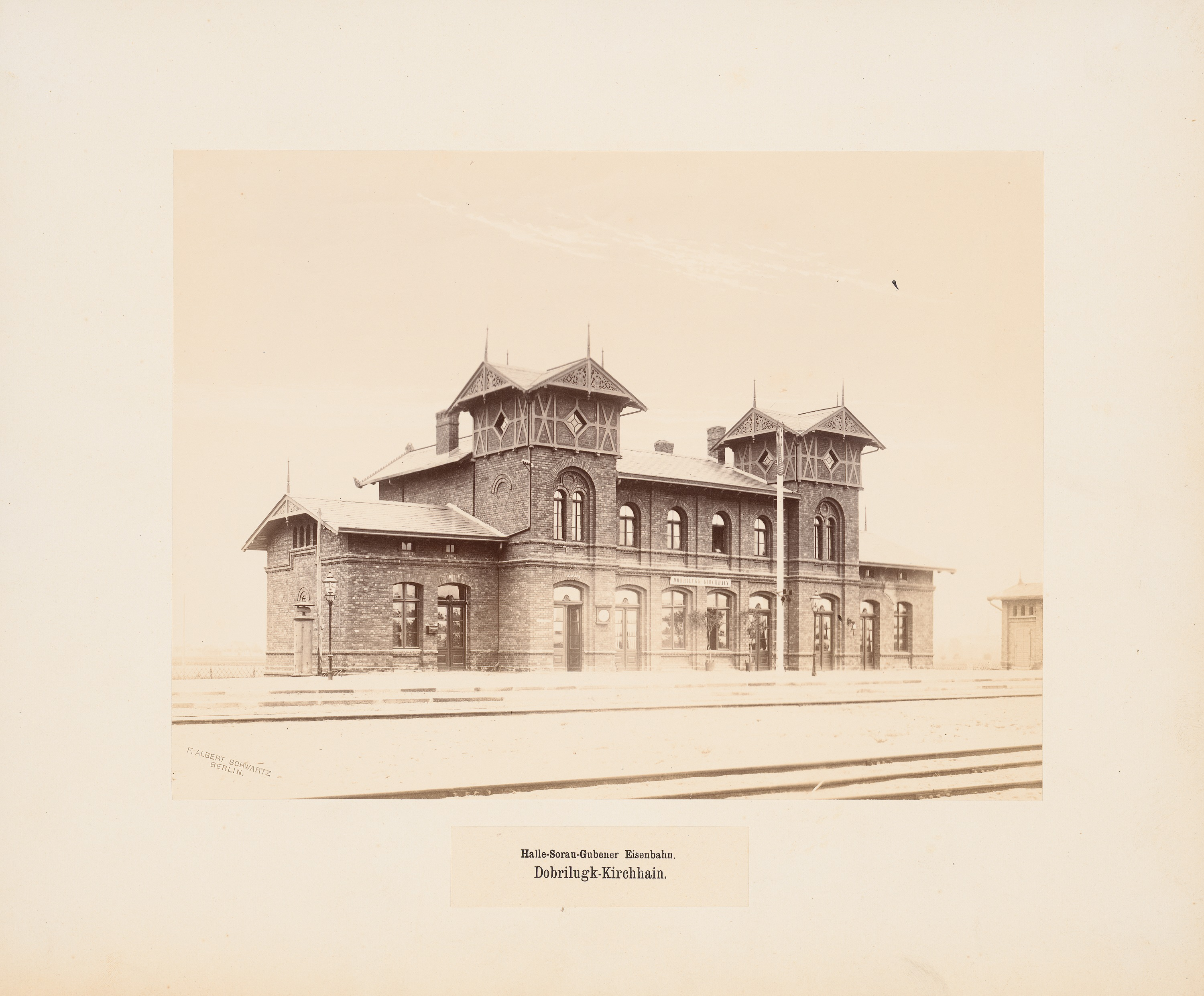
Empfangsgebäude der Halle-Sorau-Gubener Eisenbahn 1871 abseits des heutigen Bahnhofes

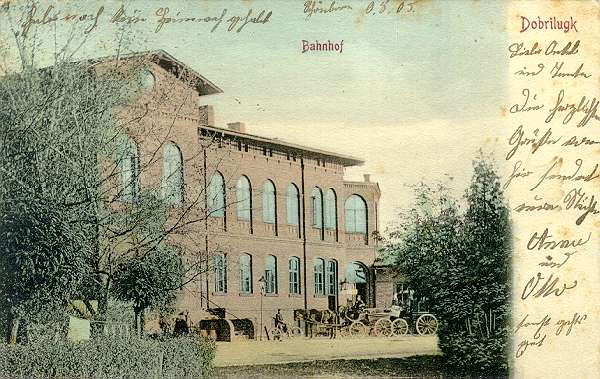
Ältester Teil des Turmbahnhofes der Stadt (vor 1905)

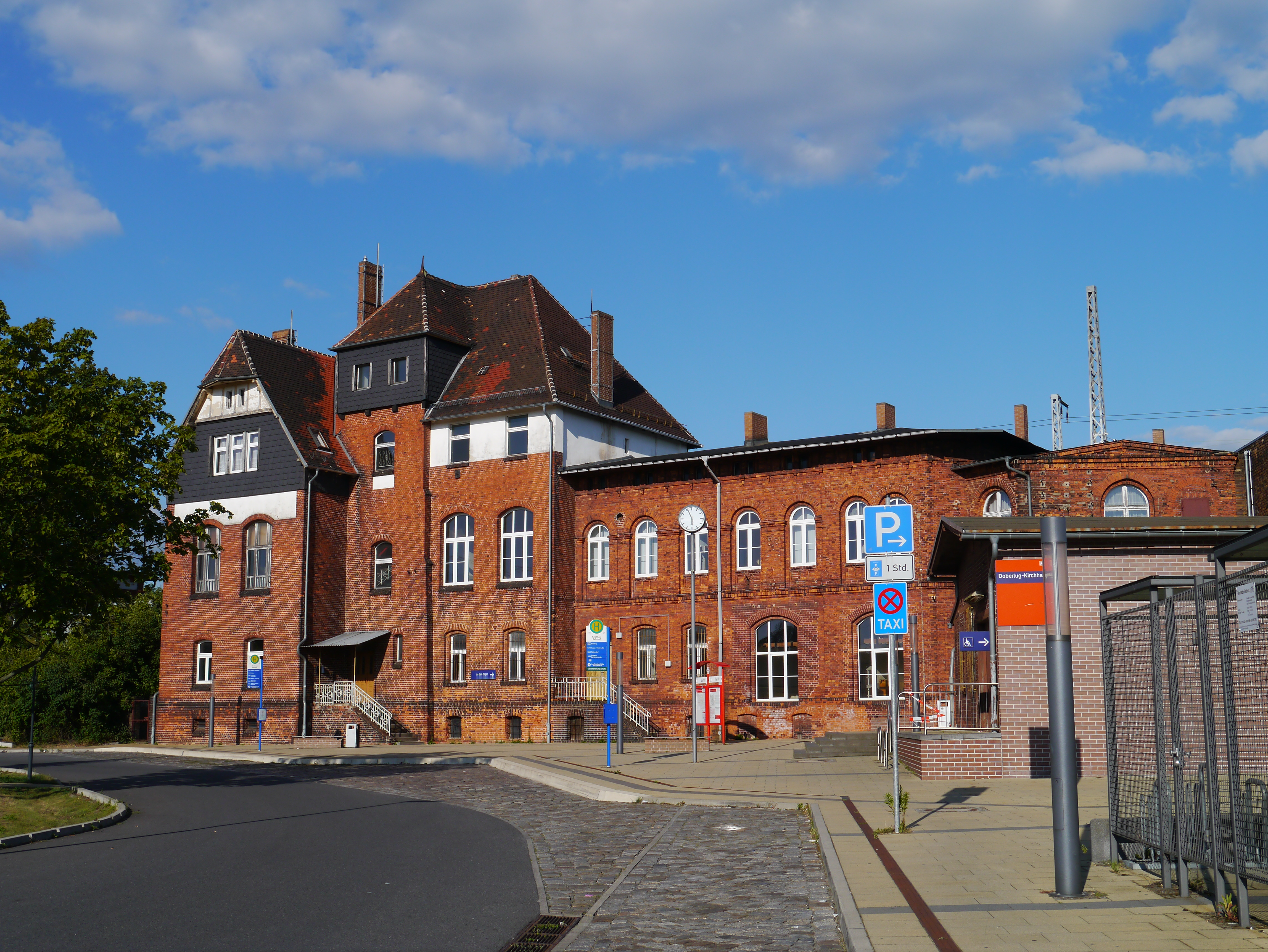
Bahnhofsgebäude nach der Umgestaltung 2012

Der Bahnhof Doberlug-Kirchhain liegt an den Bahnstrecken Berlin–Dresden und Halle–Cottbus. Er wird von folgenden Regionalbahn-, Regionalexpress- und Intercitylinien bedient:
- IC 17 Warnemünde – Rostock – Berlin – Dresden (– Freiberg (Sachs) – Chemnitz) (Zwei Zugpaare von/nach Chemnitz)
- RE 8  Berlin Hbf – Blankenfelde – Zossen – Luckau-Uckro – Elsterwerda / Finsterwalde
- RE 10 Leipzig – Falkenberg (Elster) – Cottbus – Frankfurt (Oder)
- RB 43 Falkenberg (Elster) – Cottbus – Frankfurt (Oder)

Seit Mitte Juni 2020 wird der Bahnhof vom wiedereingeführten internationalen Fernzug Vindobona bedient, welcher als Railjet 257 zwischen Berlin und Graz über Prag verkehrt.
Am 1. Dezember 1871 wurde die Teilstrecke Falkenberg/Elster–Cottbus der 1872 eingeweihten Halle-Sorau-Gubener Eisenbahn fertiggestellt. Das ursprüngliche Bahnhofsgebäude der Stadt hieß bereits damals Dobrilugk-Kirchhain und wird heute als Alter Bahnhof bezeichnet. Es wurde bis gegen Ende des 20. Jahrhunderts als Wohngebäude und Bahnmeisterei genutzt.
Am 17. Juni 1875 wurde die Eisenbahnstrecke Berlin–Dresden eröffnet und dazu am Kreuzungspunkt zur Strecke (Leipzig–)Falkenberg/Elster–Cottbus der heutige Turmbahnhof errichtet. Die beiden Strecken wurden 1890 beziehungsweise 1909 zweigleisig ausgebaut und von 1980 bis 1989 elektrifiziert. Ein dezentrales Bahnstromumformerwerk an der Bahnbrücke in Richtung Frankena versorgte Teilabschnitte beider Strecken mit Elektrizität. Ferner war es als untergeordnete Leitstelle der ZES Berlin mit einer Schaltwarte versehen. Es wurde nach 27 Jahren Betrieb im Juli 2008 heruntergefahren und durch ein modernes Umrichterwerk ersetzt. In den 1980er Jahren war geplant, den Bahnhof zu einem Knotenpunkt mit mehreren Gleisen pro Strecke auszubauen, verbreiterte Widerlager an der Kreuzungsbrücke sind Zeugnis davon. Nach der politischen Wende ist diese Planung jedoch nicht umgesetzt worden.
Heute gehört Doberlug-Kirchhain (Bahnhofsnummer 1240) zur Preisklasse 4. Er wurde im Jahre 2007 barrierefrei umgebaut.

#### Busverkehr
Der öffentliche Personennahverkehr wird unter anderem durch den PlusBus des Verkehrsverbund Berlin-Brandenburg erbracht. Folgende Verbindungen führen, betrieben von der VerkehrsManagement Elbe-Elster, ab Doberlug-Kirchhain:
- Linie 544: Doberlug-Kirchhain ↔ Werenzhain ↔ Trebbus ↔ Schlieben ↔ Herzberg
- Linie 560: Finsterwalde ↔ Doberlug-Kirchhain ↔ Schönborn ↔ Domsdorf ↔ Bad Liebenwerda

#### Straßenverkehr
Durch die Stadt führen die Landesstraßen L 60 zwischen Falkenberg/Elster und Finsterwalde, L 70 nach Dahme/Mark, L 601 nach Finsterwalde und L 701 nach Sonnewalde. Die nächstgelegene Autobahnanschlussstelle ist Großräschen an der A 13 Berlin–Dresden etwa 28 km östlich der Stadt. Die L 701 ist gleichzeitig Teil der nördlichen Route der Fürstenstraße der Wettiner.

### Bildung

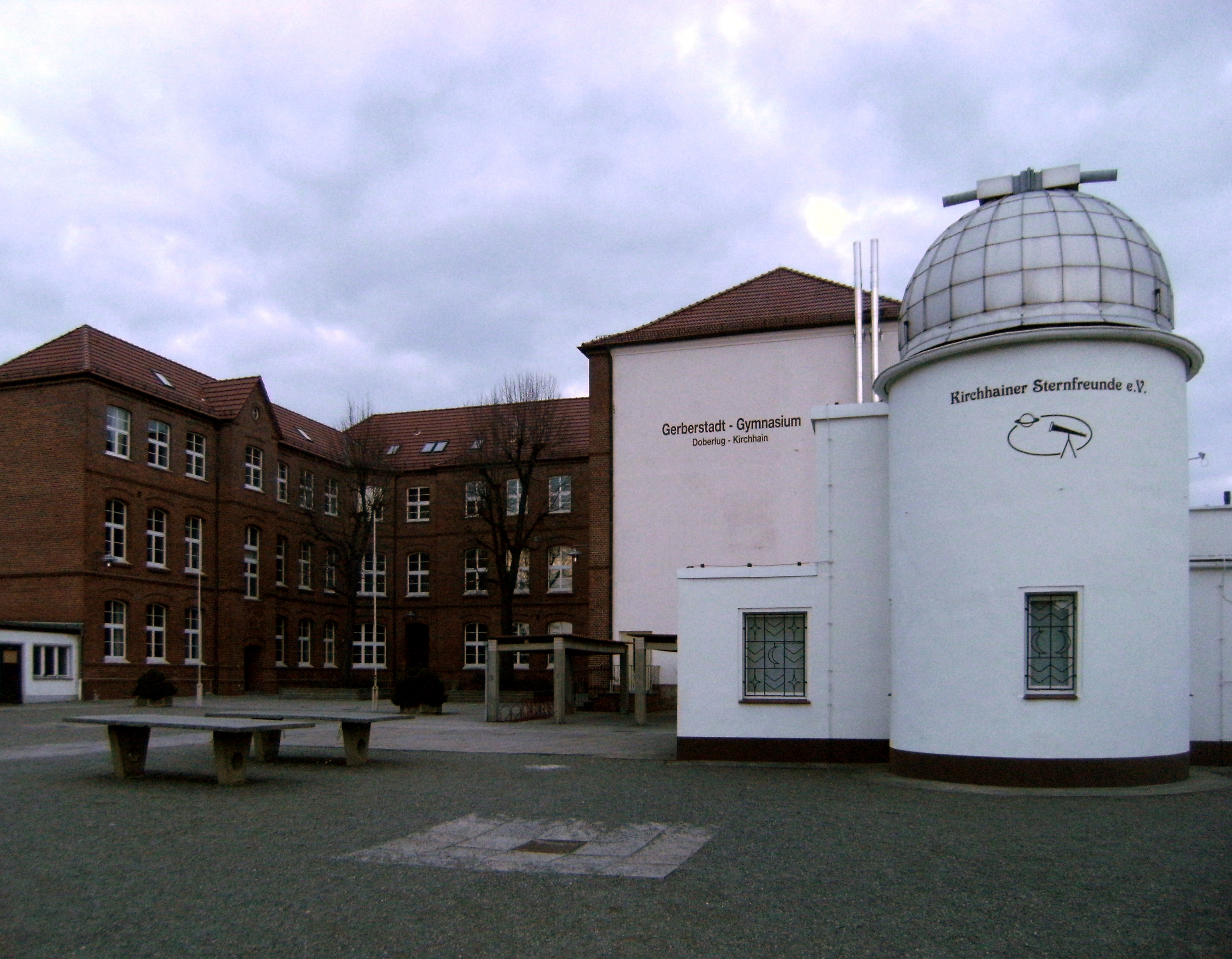
Evangelisches Gymnasium mit der Sternwarte

Doberlug-Kirchhains ältestes Schulgebäude beherbergte bereits mehrere Schultypen. Es wurde am 17. Oktober 1889 als Volksschule eingeweiht und diente in den Kriegszeiten auch als Lazarett. In der DDR als Oberschule Hermann Matern genutzt, existierte bis 2007 das in Trägerschaft des Landkreises Elbe-Elster stehende Gerberstadt-Gymnasium. Es wird seitdem unter der Trägerschaft der evangelischen Kirche mit dem Namen Evangelisches Gymnasium Doberlug-Kirchhain fortgeführt. Auf dem Schulgelände des Gymnasiums wurde in den Jahren 1985 bis 1987 eine Schul- und Volkssternwarte mit drei Metern Kuppeldurchmesser und äquatorialer Süd-Sonnenuhr errichtet.
Im Stadtteil Kirchhain befindet sich die 1951 als Werner-Seelenbinder-Oberschule erbaute Berggrundschule. Sie nutzt eine der vier im Stadtgebiet vorhandenen Sporthallen. Weitere Bildungseinrichtungen der Stadt sind die Evangelische Oberschule und die Evangelische Grundschule im Ortsteil Trebbus.

### Sport
Größere sportliche überregionale Erfolge werden durch den VfB Doberlug-Kirchhain im Handball der Damen erzielt. Die 1. Frauenmannschaft spielt regelmäßig in der Brandenburgliga, d. h. in der vierthöchsten Spielklasse Deutschlands.
In beiden Stadtteilen existiert je eine eigene Fußballmannschaft, welche aber in bestimmten Altersklassen bereits zusammengelegt wurden. Weiterhin sind Vereine im Tischtennis, Volleyball, Judo und der Gymnastik vertreten.
Noch aus DDR-Zeiten stammt zudem eine enge Verbindung zum Kegelsport. So befindet sich im Stadtteil Doberlug eine Sektion Classic-Kegeln des Turn- und Sportverein Doberlug 1863 und im Stadtteil Kirchhain eine Sektion Bohlekegeln der SG Kirchhain, hervorgegangen aus BSG Lokomotive Kirchhain.
Bei den Deutschen Einzel-Meisterschaften im Classic-Kegeln wurde 2009 Irene Geske vom Turn- und Sportverein Doberlug 1863 Vizemeisterin in der Klasse Seniorinnen B, auf Seiten der SG Kirchhain überzeugte in den vergangenen Jahren Christian Anspach mit achtmaliger Teilnahme an den Landesmeisterschaften und zweimaliger Teilnahme an den Deutschen Meisterschaften im Bohle-Kegeln. Mit der 1. Männer-Mannschaft spielt der Verein aktuell in der 1. Landesklasse. Lukas Rietz bestritt 2018 ein Länderspiel gegen Dänemark. Die Jugendabteilung holte bisher viele Medaillen bei deutschen Meisterschaften. Neben Lukas Rietz wurde Erik Koschan mehrmals deutscher Meister. Dominik Joite und Erik Steinmetz errangen ebenfalls Medaillenplätze.
Der TSV Doberlug 1863 beging im Jahr 2013 sein 150. Jubiläum. Jedes Jahr am ersten Sonntag im November findet der traditionelle Forstlauf im Stadtteil Doberlug statt, organisiert durch den TSV Doberlug 186. Der familiäre Kreisranglistenlauf wurde 2013 zum 30. Mal durchgeführt.
Doberlug-Kirchhain besitzt eine Schwimmhalle im Ortsteil Doberlug, 1978 als Lehrschwimmbecken gebaut (Länge 16,6 m, Breite 12 m, Wassertiefe 1,5 m). Hier werden neben der Schwimmausbildung für Kinder vielseitige Kurse angeboten: Rettungsschwimmen, Aquajogging, Tauchen, Rückenschule. Auch Kinderfeste und Kindergeburtstage werden dort ausgerichtet.

### Medien
Für Doberlug-Kirchhain wird monatlich das Amtsblatt mit Informationen für die Kernstadt und den Ortsteilen veröffentlicht. Die Buchdruckerei veröffentlichte bis 1945 die Kirchhainer Neuesten Nachrichten.

## Persönlichkeiten

### Ehrenbürger und Anerkennungen der Stadt (Auswahl)

#### Ehrenbürgerwürde
- 1932:
  - Olga Günther-Mechel, eine gebürtige Kirchhainerin, die in New York lebte und im Jahr 1927 eine Bausumme von 30.000,00 RM für den Bau eines Kinderheimes zur Verfügung stellte. Das Grundstück wurde für einen Kaufpreis von 5.909,60 RM erworben und noch im Spätherbst des Jahres 1927 wurde mit dem Bau des Kinderheimes durch den Maurermeister Voigt aus Kirchhain begonnen. Die Bauleitung hatte der Architekt Bruno Thon aus Leipzig. Nach Abschluss aller Bauarbeiten beliefen sich die Baukosten auf 43.705,54 RM. Am 3. Juni 1928 wurde die Einweihung des Kinderheimes in Anwesenheit der Stifterin in einem feierlichen Rahmen begangen. Aus dem Kinderheim wurde 1950/51 ein Kindergarten. Nach der Umwandlung in eine Kindertagesstätte 1990 erfolgte 2002 die Änderung des Namens der Kindertagesstätte in „Olga-Günther-Mechel“ in Gedenken an die ehemalige Stifterin.[36]
- Zeitpunkt unbekannt:

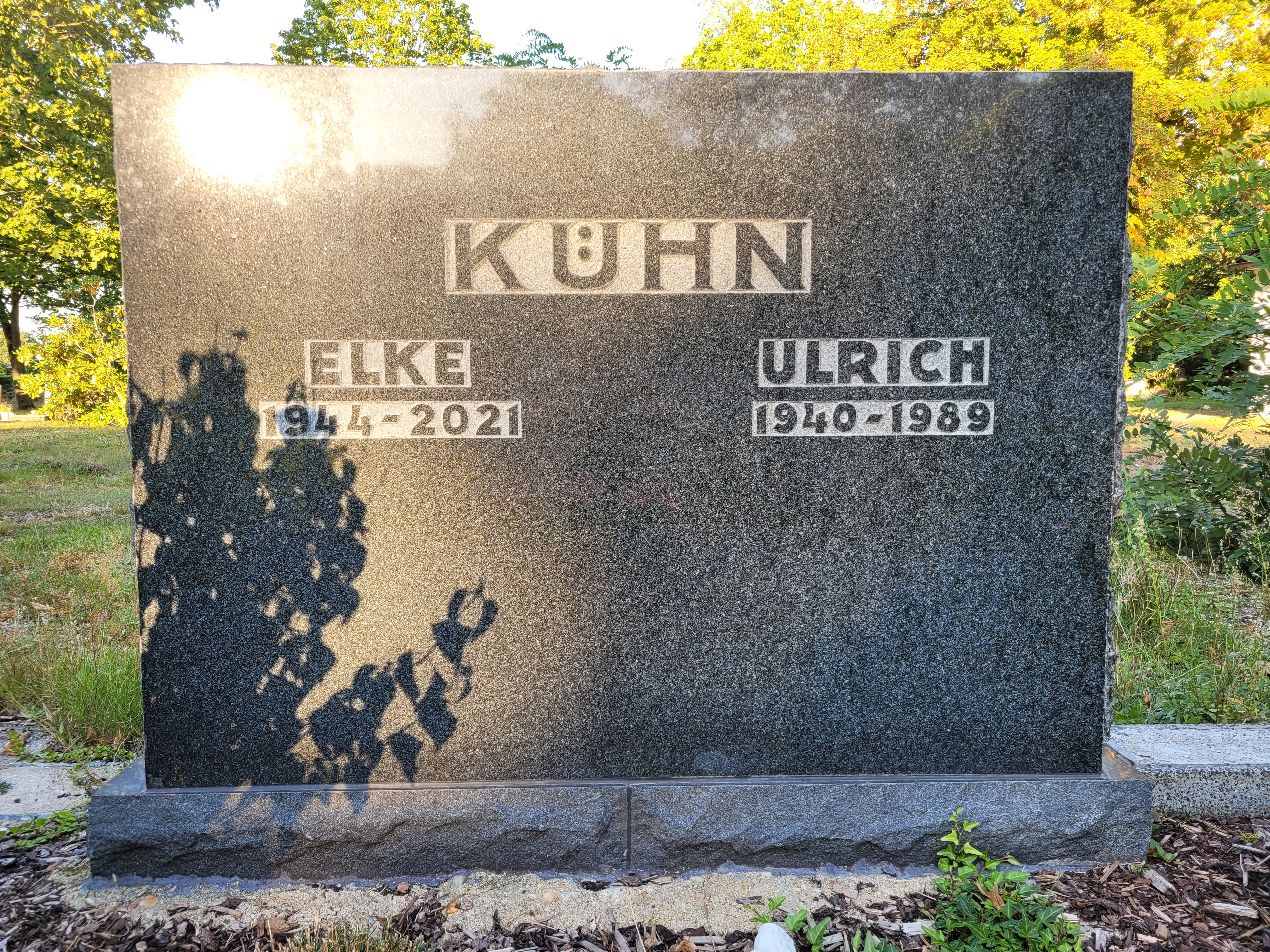
Grabstätte von Ulrich Kühn

- - Ulrich Kühn (1940–1989), Holzpantoffelmachermeister, Ingenieur für Lederverarbeitung; selbstständiger Handwerksmeister, fertigte in der fünften Generation seit 1833 Holzpantoffeln; langjähriger Vorsitzender des Sportvereins BSG Traktor Doberlug-Kirchhain und Organisator der „Baubrigade“, unter deren Leitung die Turnhalle Doberlug renoviert wurde sowie das Lehrschwimmbecken, eine Kegel- und Bowlingbahn und eine Kindertagesstätte entstanden. Nach ihm wurde in Doberlug eine Straße benannt.
- 1991:
  - Rainer Schröder (* 1943), Pfarrer i. R., von 1976 bis 1991 evangelischer Gemeindepfarrer in Kirchhain[37]
- 2004:[38]
  - Horst Schultz (* 1935), Vorsitzender des Bürger- und Heimatvereins Doberlug-Kirchhain und Umgebung und Ehrenmitglied des Schlossfördervereins auf dem Gebiet der Heimatgeschichte und des Tourismus sowie Verfasser von Zeitzeugnissen.
  - Joachim Schüler (* 1943), Mitgründer und Vorsitzender des Verein für Ballspiele VfB Doberlug-Kirchhain e.0 V. Größter und leistungsstärkster Verein der Stadt mit über 300 Mitgliedern (2005), die Hälfte davon unter 21 Jahren.
  - Klaus-Joachim Wilker (* 1928), aus dem Ortsteil Trebbus, Verdienste zur Erhaltung der Bockwindmühle, die seit 1969 als Mühlenmuseum Anlaufpunkt ist sowie Ortschronist von Trebbus.

#### Goldenes Buch der Stadt
- 2000:
  - Ingrid Rudolph, welche einen Brand in der Mehrzweckhalle frühzeitig meldete
  - Männerchor Doberlug 1869 e. V.
  - Leuchterbauer 1849 e. V.
- 2001: Martin Pauligk (1900–2000), Gerbermeister (posthum)
- 2020: Horst Müller und Wilfried Arsand, Werenzhain, für Verdienste im Stadtteil Dübrichen[39]
- 2022: Clara Schneider (* 2004), Weltmeisterin im Bahnradsport[40]

### Söhne und Töchter der Stadt

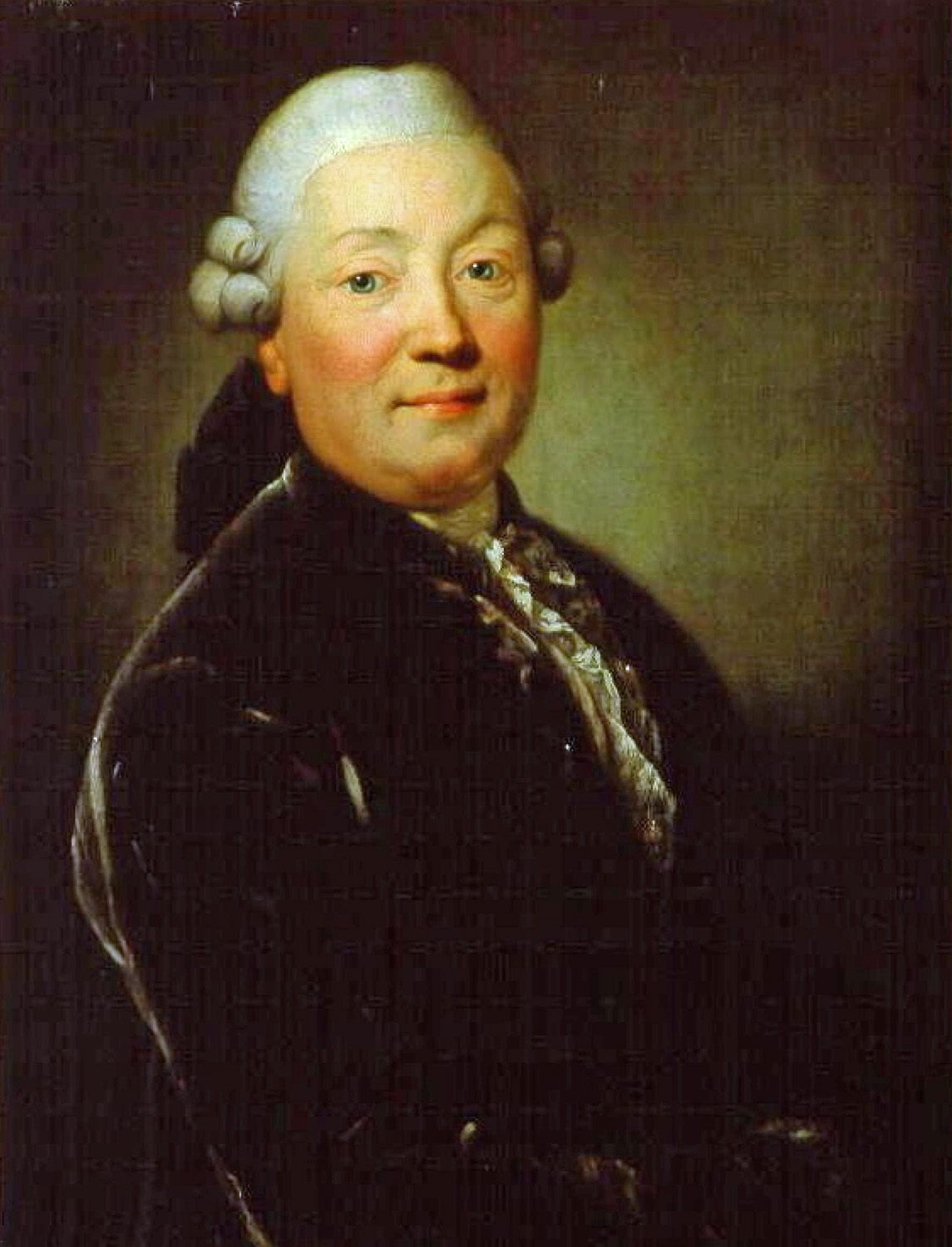
Adolph Christian Wendler (1734–1794), sächsischer Jurist und Bürgermeister der Stadt Leipzig

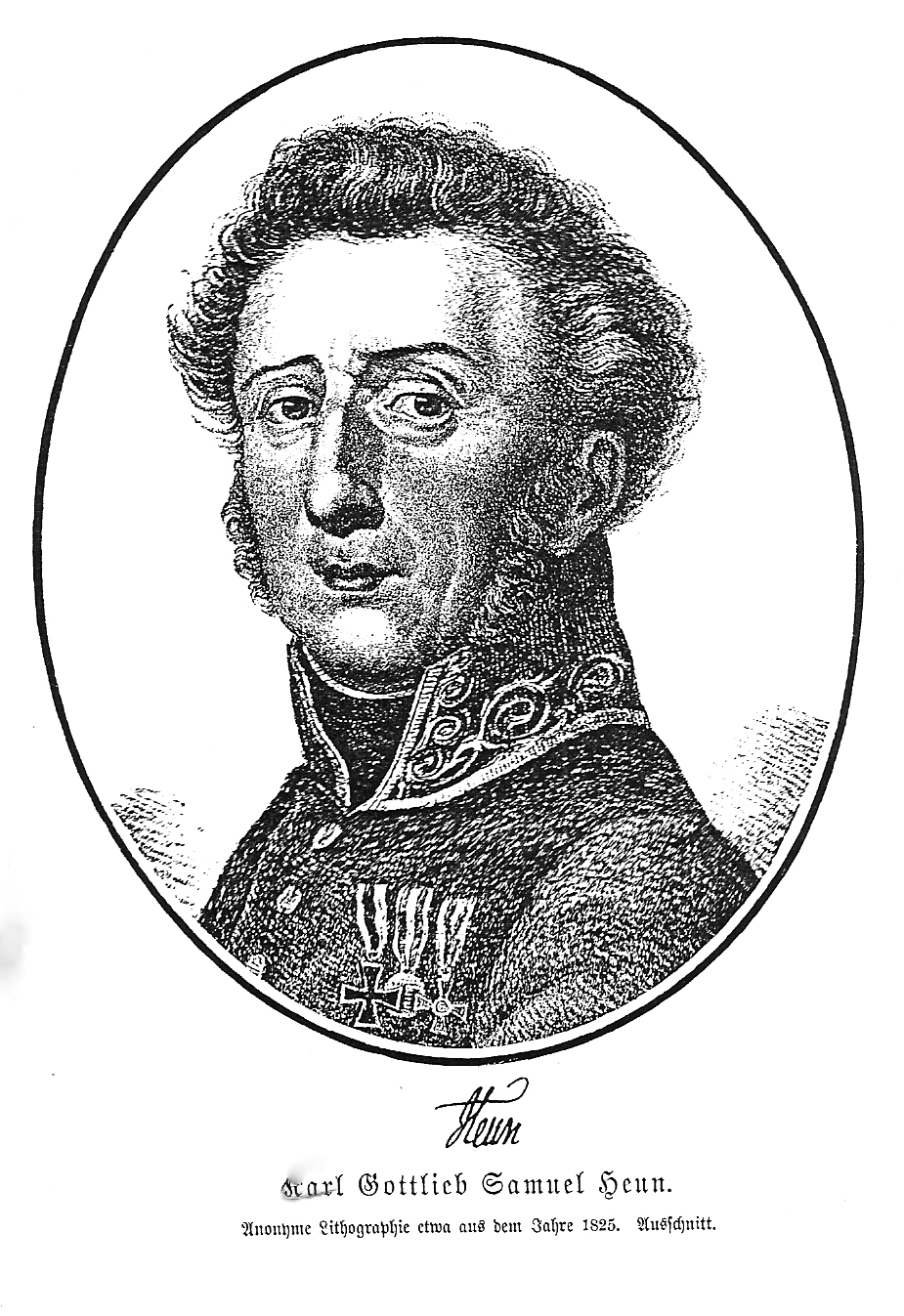
Heinrich Clauren (1771–1854); eigentlich Carl Gottlieb Samuel Heun, Schriftsteller, Bruder von Charlotte Kanitz

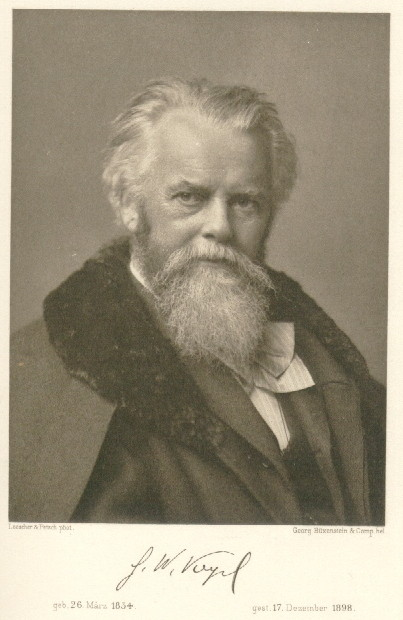
Hermann Wilhelm Vogel (1834–1898), Fotochemiker; eine Gedenktafel am Geburtshaus in Doberlug erinnert an ihn

- Gregor Weßenigk (* vor 1465 in Kirchhain; † 1494), römisch-katholischer Geistlicher, 1482 bis 1488 Rektor der Thomasschule zu Leipzig
- Paul Richter, evangelischer Theologe, 1543 Konrektor in Pirna, 1545 Pfarrer in Neustadt (Sachsen)[41]
- Adam Schilling (* 1566 in Kirchhain; † 1637), Kunstmaler
- Daniel Schade (* 1601/1610 in Kirchhain; † 1662/1670), Komponist von Kirchenliedern und Pfarrer im Königreich Sachsen
- Jeremias Liebe (* 1605 in Kirchhain; † 1673), Kaufmann, Handelsmann und Burgkeller-Schreiber in Leipzig[42]
- Christian Adam Schleussing (* Mitte 17. Jh. in Dobrilugk), Jurist; Respondent an der Universität Wittenberg; Assessor am Tribunalgericht Wismar; Vater von Georg Adam Schleusing[43]
- Georg Adam Schleusing (* Mitte/Ende 17. Jh. in Dobrilugk), Jurist; Sohn von Christian Adam Schleussing[44]
- Johann Christian Schaper (* 1677 in Dobrilugk; † 1734), evangelischer Theologe, Pfarrer und Superintendent[45]
- Gottlob Persigk (* 1712; † 1747 in Staritz bei Belgern), Student an der Universität Leipzig, Pfarrer, in Korrespondenz mit Johann Sebastian Bach[46]
- Adolph Christian Wendler (* 1734 in Dobrilugk; † 1794), sächsischer Jurist und Bürgermeister der Stadt Leipzig
- Karl Andreas Burchard (* in Kirchhain), Wirkung um 1735, Jurist; Respondent in Wittenberg[47]
- Johann Christian Wäser (* 1743 in Dobrilugk; † 1781), Schauspieler und Theaterleiter
- Heinrich Clauren (* 1771 in Dobrilugk; † 1854); eigentlich Carl Gottlieb Samuel Heun, Schriftsteller, Bruder von Charlotte Kanitz
- Karl Gustav Friedrich Schwalbe (* 1770 in Dobrilugk; † ?), Lehrer, Dolmetscher und Schriftsteller
- Charlotte Kanitz, geb. Heun,00Pseud. Lotte Berthold (* 1773 in Dobrilugk; † 1826), Schriftstellerin, Schwester von Heinrich Clauren
- Karl Heinrich Siegfried Rödenbeck (* 1774 in Dobrilugk; † 1860), Historiker und von 1798 bis 1801 Buchhalter in einer Tabaksfabrik in Potsdam
- Gottlieb Friedrich Schmerbauch (* 1777 in Doberlug), Respondent in Leipzig[48]
- Karl Gustav von Berneck (* 1803 in Kirchhain; † 1871), Novellist und Militärschriftsteller
- Otto Fridolin Fritzsche (* 1812 in Dobrilugk; † 1896), protestantischer Theologe und Sohn von Christian Friedrich Fritzsche
- Hermann Wilhelm Vogel (* 1834 in Dobrilugk; † 1898), Fotochemiker
- Eduard Köllner, (* 1839 in Dobrilugk; † 1891), Männergesangskomponist
- Gotthold Pannwitz (* 1861 in Kirchhain; † 1926), Mediziner und Gründer des Deutschen Zentralkomitees zur Bekämpfung der Tuberkulose
- Karl Wilde (* 1862 in Kirchhain; † 1930), Architekt und Baubeamter in Frankfurt/Main und Architekt des Gerberstadt-Gymnasiums
- Robert Leibnitz (* 1863 in Dobrilugk; † 1929), Architekt
- Gustav Tischer (* 1877 in Kirchhain; † 1945), Maler, Illustrator, Graphiker und Schriftzeichner
- Walter Hartmann (* 1881 in Dobrilugk; † unbekannt), Jurist und Bankdirektor; bis 1928 Syndicus der Disconto-Gesellschaft in Berlin,[49] seit 1929 Präsident der Preußischen Central-Bodenkredit-AG[50]
- Hermann Schöne (* 1888 in Kirchhain; † 1945), Fabrikant, Oberstleutnant und Widerstandskämpfer im Dritten Reich
- Rudolf Friedrich Börsig (* 1896 in Dobrilugk; † 1960), Verleger, Kartolithograf[51][52]
- Georg Dimentstein, (* 1897 in Kirchhain; † 1945 KZ Sachsenhausen), Künstler und Widerstandskämpfer im Dritten Reich
- Guido Jendritzko (* 1925 in Kirchhain; † 2009), Bildhauer, Maler, Grafiker und Fotograf
- Arno Hensel (* 1931 in Dobrilugk; † 2022 in Chemnitz), Metallformer[53]
- Franz-Peter Biniarz (* 1937 in Kirchhain; † 2009), Maler
- Hermann Friedrich (* 1939 in Kirchhain), Imker, Kälte- und Wärmetechniker[54]
- Erich Wilde (* 1943 in Kirchhain), 16-facher DDR-Meister im Badminton für Aktivist Tröbitz
- Karin Schöning (* 1944 in Kirchhain), Filmeditorin
- Evelyn Klam (* 1949 in Kirchhain), deutsche Künstlerin (Keramik, Porzellan)[55][56][57]
- Bernd Lange (* 1951 in Kirchhain), Schauspieler; seit 1978 am Deutschen Nationaltheater Weimar engagiert, 1993–2005 Dozent für Chanson und Lied an der Hochschule für Musik und Theater „Felix Mendelssohn Bartholdy“ Leipzig
- Juergen Staack (* 1978), Minimal-Art- und Konzept-Künstler
- Clara Schneider (* 2004), Radsportlerin, geboren in Werenzhain

### Mit Doberlug-Kirchhain verbundene Persönlichkeiten

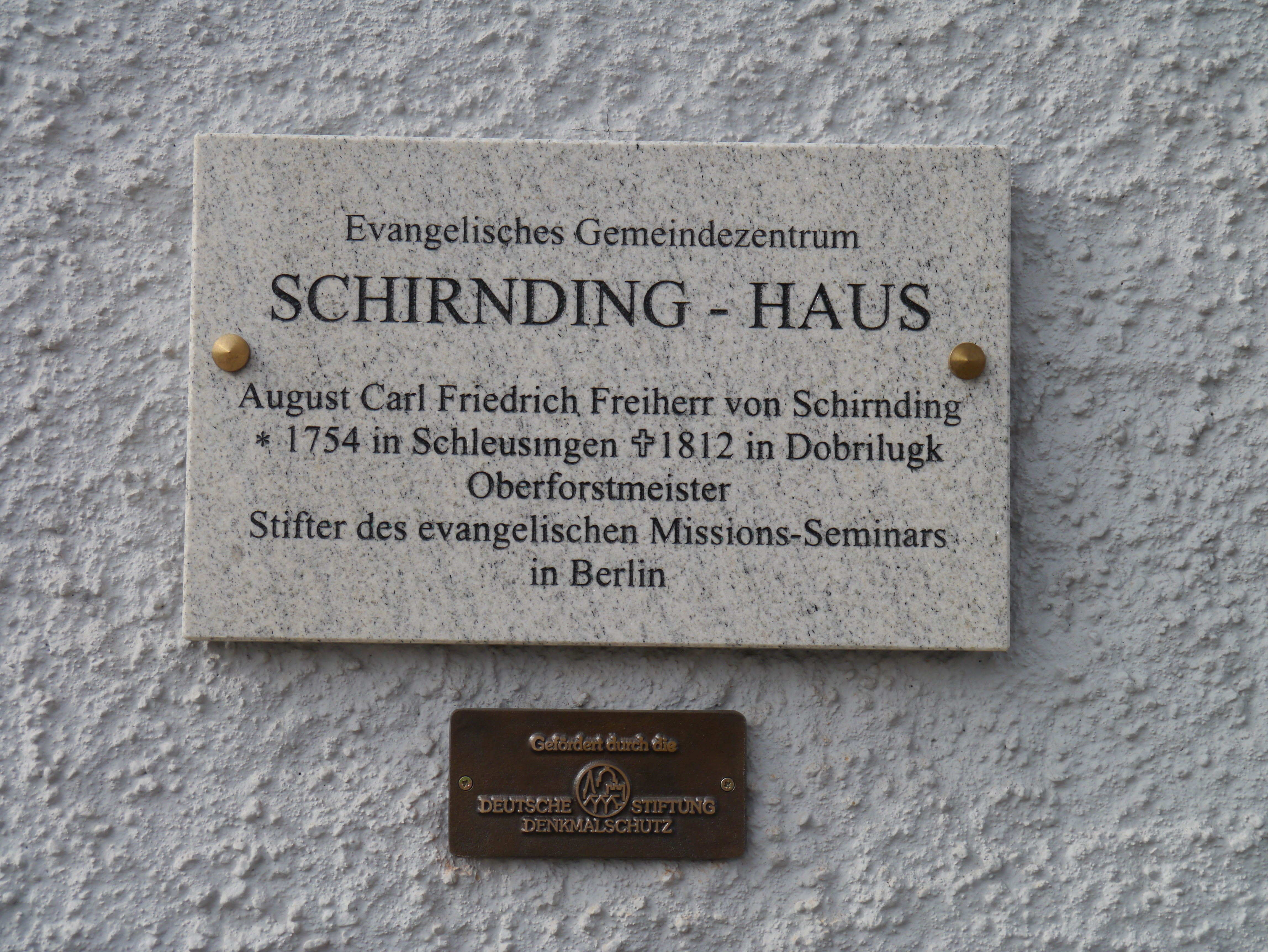
Gedenktafel für August Carl Friedrich Freiherr von Schirnding (1753–1812), Oberforstmeister, Stifter der ersten deutschen ev. Missionsschule; nach ihm ist das evangelische Gemeindehaus in Doberlug benannt

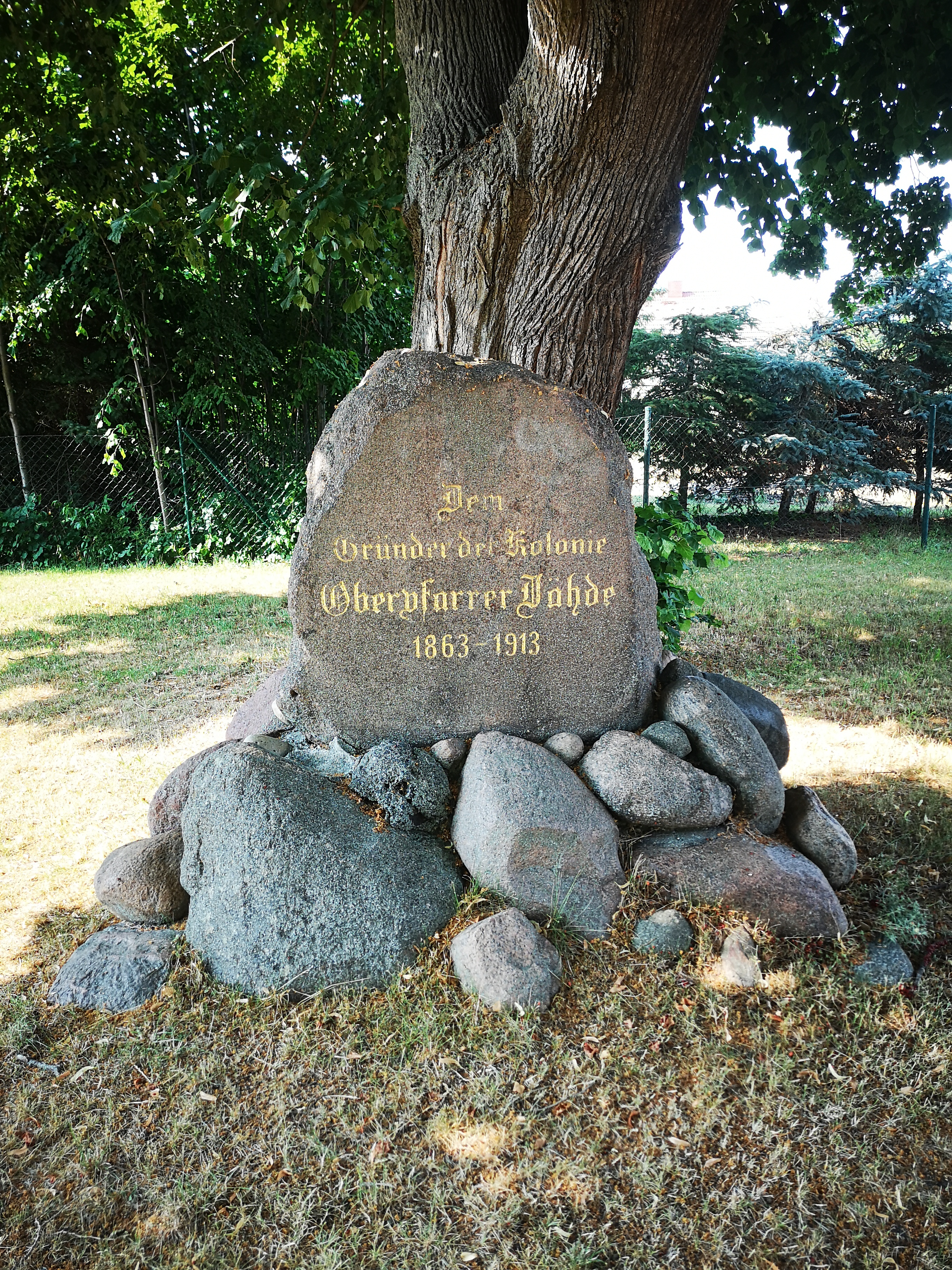
Gedenkstein für den Oberpfarrer Bernhard Jähde (1863–1913), der den Bau von 38 Häusern auf Kirchengrund in Kirchhain am heutigen Jähdeneck vorantrieb.

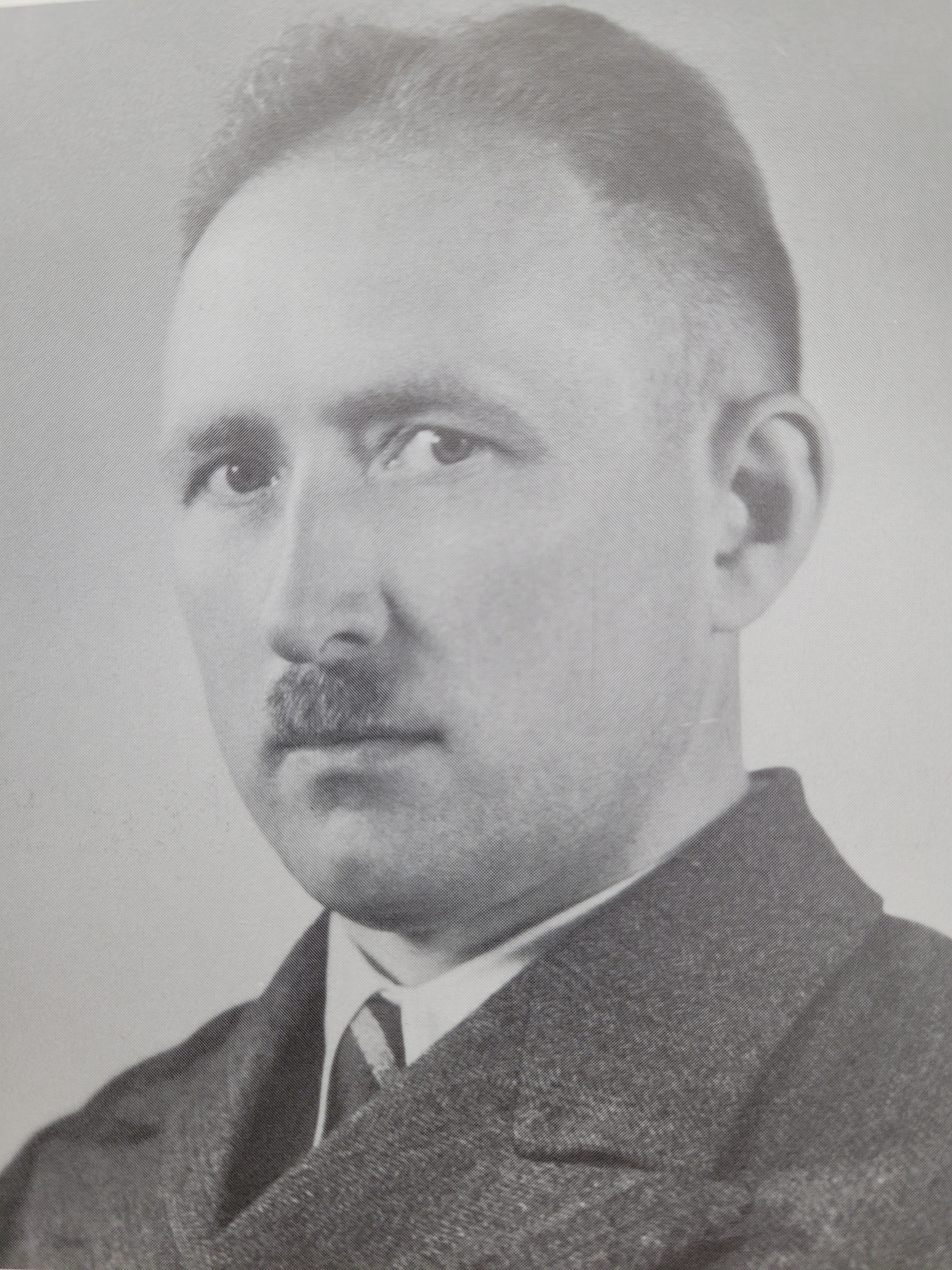
Gustav Tegtmeyer (1891–1964), Rektor in Kirchhain von 1927 bis 1945. Er verfasste ein Heimatbuch der Stadt anhand seiner Aufzeichnungen (siehe Literatur).

- Paul Bachmann (1465/1468–1538), Zisterzienserabt von Altzelle. Als Kontroverstheologe wurde ihm von König Ferdinand 1532 und 1537 die Visitation in Neuzelle und Dobrilugk übertragen[58]
- Johann Sagittarius (auch: Schütz; 1531–1584), lutherischer Theologe, wurde am 3. Januar 1554 in Wittenberg als Pfarrer nach Doberlug ordiniert[59]
- Eustachius Schildo (* vor 1547–nach 1569), Moralist und lutherischer Kantor in Kirchhain[60]
- Andreas Prätorius jun. (1578–1616), lutherischer Theologe, wurde 1604 Pfarrer in Dobrilugk, Sohn von Andreas Prätorius (1550–1586)[61]
- Leonhard Emmerich (1609–1669), Philosoph, Pfarrer in Kirchhain und Superintendent der Herrschaft Dobrilugk bis zu seinem Tode[62]
- Johann Simon (1621–1701), Theologe und Superintendent der Herrschaft Dobrilugk und Pfarrer in Kirchhain[63]
- Dorothea Perpetua von Milckau (* 1665; † 1731 in Dobrilugk),  aus sächsischem Uradel als Tochter von Innocenz von Holleuffer und Katharina Margareta von Schleinitz geboren, heiratete am 4. Juni 1688 Georg Job von Milckau. Epitaph befindet sich seit Ende 2024 im Schloss Doberlug.[64]
- Georg Sigismund Green der Ältere (1673–1734), lutherischer Theologe und ab 1701 Prediger in Dobrilugk
- Theodor Crüger (1694–1751), lutherischer Theologe und Historiker; 1727 erster Prediger und Schulinspektor in Kirchhain
- Johann Gottlieb Rose (1700–nach 1747), Schlossprediger und Superintendent in Dobrilugk ab 1747[65]
- Johann Wilhelm Becker († 1763), Geistlicher in Zinnitz und Diaconus seit 1740 in Kirchhain[66]
- Johann Friedrich Bahrdt (1713–1775), evangelisch-lutherischer Theologe und 1745 Superintendent und Schlossprediger in Dobrilugk
- Johann Gottlob Werner (1719–1781), evangelischer Theologe und ab 1761 Superintendent in Dobrilugk
- Christiane Margarethe Herwart, (1641–1700); Nichte des Salomo Glassius[67]
- Heinrich August Typke (1744–1830), evangelischer Theologe und ab 1786 Superintendent und Schlossprediger in Dobrilugk
- August Carl Friedrich von Schirnding (1753–1812), Oberforstmeister, Stifter der ersten deutschen evangelischen Missionsschule; bekannt geworden als Kurfürstlich Sächsischer Kammerjunker, Oberforst- und Wildmeister[68]; nach ihm ist das evangelische Gemeindehaus in Doberlug benannt
- Karl Ferdinand Menke (früher Manko) (1772[69]–1819), Schriftsteller (1810: Urania die Jüngere, 1810: Die jüngeren Horen, 1817: Epigramme, Sinngedichte, Sinnsprüche); seit 1795 Aktuar und seit 1801 Sekretär in Dobrilugk[70]
- Christian Friedrich Fritzsche (1776–1850), protestantischer Theologe, wurde 1809 Superintendent in Dobrilugk, 1827 Honorarprofessor und 1830 ordentlicher Professor der Theologie in Halle und Vater von Otto Fridolin Fritzsche und Franz Volkmar Fritzsche
- Ernst von Houwald (1778–1845), Schriftsteller; seit 1805 Landesdeputierter des Kreises Luckau; nach der Völkerschlacht bei Leipzig Geschäftsträger der Landesbewaffnung im Dobrilugk-Sonnewalder Bezirk; leitete die Hilfs- und Wiederherstellungsmaßnahmen im Luckauer Kreise
- Karl Gottlob Boche (1795–1867), Theologe, Verfasser geistlicher Lieder (Gesänge bei den Todesfällen und Begräbnissen evangelischer Christen, 1832); als Sohn eines Handwerkers geboren, wirkte als Lehrer in Dobrilugk und Kirchhain, Prediger in Drossen, besuchte das Lyzeum in Luckau[71]
- Adolf Werner (1827–1904), Porträt- und romantischer Genremaler mit einer Atelierwohnung im Schloss Doberlug
- Paul Werner (1848–1927), Politiker und 1872 bis 1878 Kreisrichter in Kirchhain
- Robert Bertin (1849–1933) (eigentlich Paul Robert Adalbert Bertin, Pseudonyme Alexis Bertino, Bertino,[72]) Lehrer und Schriftsteller (1881: Aias, Dramatische Dichtung nach Sophokles, 1883: Altklassische Mythen und Sagen), verlebte seine Jugend bei seinem Großvater in Dobrilugk[73]
- Bernhard Jähde (1863–1913), von 1890 bis 1913 Oberpfarrer in Kirchhain, Gründer einer Siedlung am Rande Kirchhains, die von 1908 bis 1913 auf einem 10 Hektar großen Kirchenacker mit 38 Häusern errichtet wurde und den Namen Jähdeneck trägt.[74]
- Rudolf Lehmann (1891–1984), Historiker und Archivar (siehe Literatur)
- Gustav Tegtmeyer (1891–1964), Rektor der Volksschule Kirchhain 1927–1945 und Chronist[75]
- Johannes Enke (1899–1945), kommunistischer Widerstandskämpfer gegen das NS-Regime, Häftling im KZ Buchenwald und Opfer des Faschismus. Elektriker in der Überlandzentrale Dobrilugk
- Albert Hollmigk, Lederfabrikant der größten Lederfabrik Kirchhains (gegr. 1905), Auftraggeber von Arbeiterwohnungen in der Bahnhofstraße in Kirchhain
- Kathleen Manigk (* 1969), Dekorateurin und Handwerkerin[76]

## Literatur

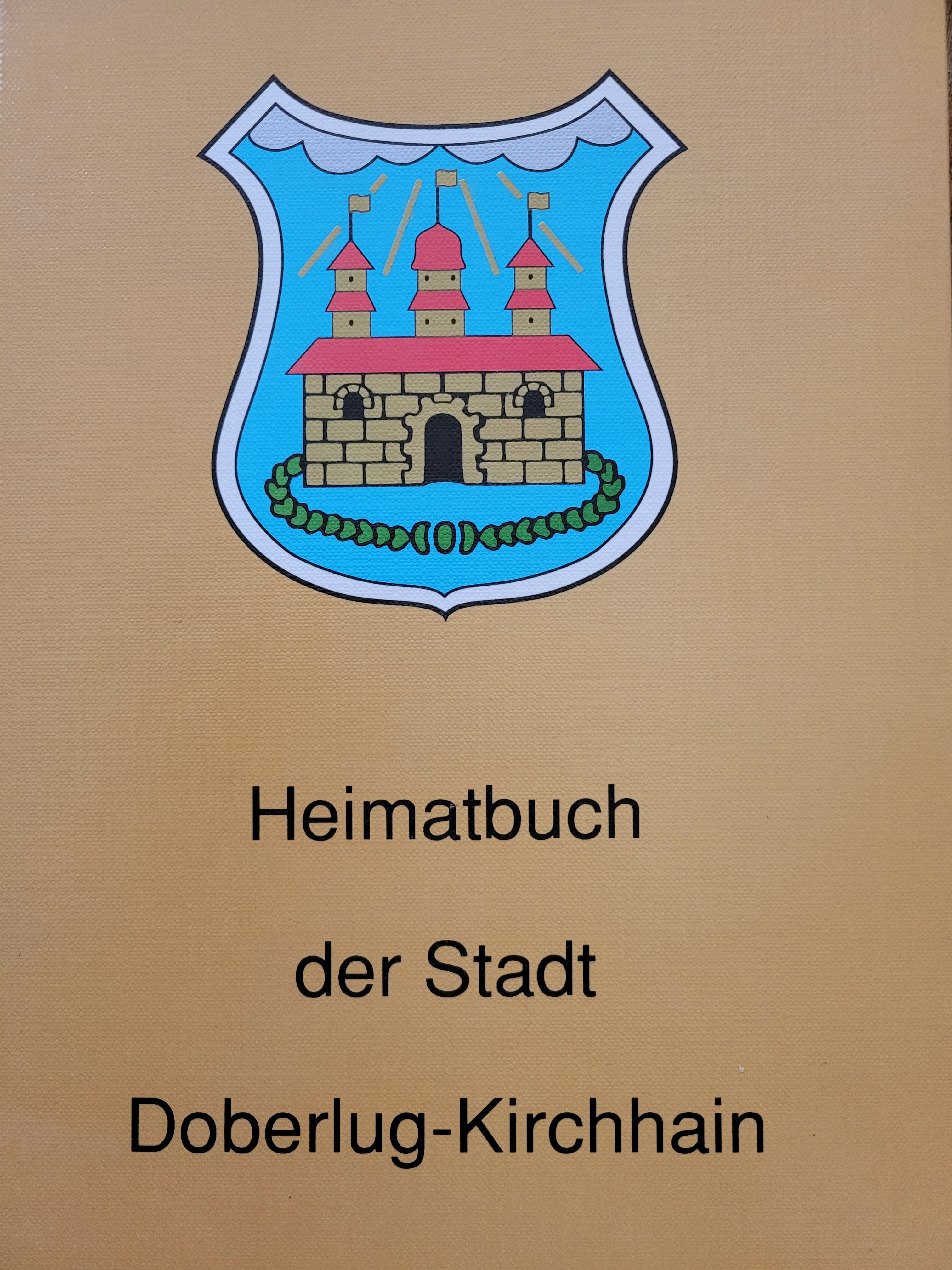
Heimatbuch der Stadt von Gustav Tegtmeyer, Rektor der Volksschule Kirchhain 1927–45

## Sonstiges
- Der Kirchhainer Damm in Berlin-Tempelhof-Schöneberg, Ortsteil Lichtenrade, ist seit dem 31. August 1949 nach Kirchhain benannt.[77] Die Bezeichnung löste den Namen Kaiser-Wilhelm-Straße (vor 1902–1949) ab. Er ist Teil der B 96, die vorbei an Kirchhain durch Finsterwalde führt.
- Eisenbahnunglück von 1963

Am Morgen des 15. Februar 1963 ereignete sich im oberen Güterbahnhof von Doberlug-Kirchhain ein schwerer Zusammenstoß, der als  Eisenbahnunfall von Doberlug-Kirchhain Bekanntheit erlangte. Dabei kamen zwei Menschen ums Leben und zahlreiche wurden verletzt, fünf davon schwer.
Aufgrund eines Fahrdienstleiter-Fehlers prallte ein Diesel-Schnelltriebwagenzug der tschechoslowakischen Staatsbahn, der auf der Expresslinie Ext 154 Hungaria von Berlin kommend in den Bahnhof einfuhr, gegen 9.48 Uhr bei durch Nebel bedingter schlechter Sicht mit einer dort wartenden Güterzug-Dampflokomotive zusammen, die aufgrund eines Defekts der Lichtleitung zum Lokschuppen umsetzen sollte. Dabei wurde der Triebwagenzug der Baureihe M 495.0 der ČSD irreparabel zerstört und musste später von der Deutschen Reichsbahn (DR) durch einen ihrer baugleichen Triebzüge der Baureihe VT 12.14 ersetzt werden. Insgesamt entstand ein Materialschaden von einer Million Mark, den im Rahmen des Schadenersatzes die DR zu tragen hatte.